# Lista över historiska svenska sparbanker
Denna lista innehåller merparten av Sveriges sparbanker, både historiska och de som finns kvar. Bankerna listas länsvis enligt den indelning som gällde före 1998 i kronologisk ordning.
I listan ingår även en del banker som inte är sparbanker i egentlig mening. Före utfärdandet av lagen angående sparbanker år 1892 var inte sparbanker reglerade och begreppet var inte definierat. Därför förekom en del banker i sparbanksstatistiken som inte skulle uppfylla den senare definitionen av sparbanker. En del av dessa ombildades efter sparbankslagens införande till folkbanker eller affärsbanker och om uppgift finns är detta markerat i listan. Även sparbanker som på senare tid ombildats till lokala affärsbanker ägda av sparbanksstiftelser finns med i listan och är markerade som sådana.
För uppgifter före 1910 är Statistiska centralbyråns rapportserie "Sparbanksstatistik" källa om inget annat nämns. Uppgifter om år för grundande och upphörande är i vissa fall ungefärliga.
Antalet sparbanker var som högst 1928 när det fanns 498 stycken. Därefter minskade antalet genom fusioner och minskad nybildning. Den sista sparbanken att nyetableras var Kiruna sparbank 1944.

## Stockholms län
| Sparbank                                                           | Grundad | Upphörde | Noter                                         |
| ------------------------------------------------------------------ | ------- | -------- | --------------------------------------------- |
| Stockholms stads sparbank                                          | 1821    | 1978     | Uppgick i Sparbanken Stockholm.               |
| Sparbanken i Södertelge                                            | 1836    | 1971     | Uppgick i Östra Sörmlands sparbank.           |
| Tumba bruks sparbank                                               | 1841    | 1877     |                                               |
| Vermdö sparbank                                                    | 1850    | 1870     |                                               |
| Öster- och Vester-Haninge församlings sparbank                     | 1850    | 1867     |                                               |
| Färentuna härads sparbank                                          | 1854    | 1871     |                                               |
| Norrtelge stads och omgifnings sparbank, senare Roslagens sparbank | 1859    | -        | Fortfarande fristående.                       |
| Stockholms läns sparbank                                           | 1862    | 1978     | Uppgick i Sparbanken Stockholm.               |
| Sigtuna sparbank                                                   | 1904    | 1908     | Upphörde, överläts till Uplands enskilda bank |
| Egnahemssparbanken                                                 | 1908    | 1914     | Likviderades.                                 |
| Allmänna sparbanken i Stockholm                                    | 1916    | 1929     | Försattes i konkurs.                          |
| Östra Sörmlands sparbank                                           | 1971    | 1988     | Uppgick i Nya sparbanken.                     |
| Sparbanken Stockholm                                               | 1978    | 1982     | Uppgick i Första Sparbanken.                  |
| Första Sparbanken                                                  | 1982    | 1991     | Uppgick i Sparbanksgruppen                    |

## Uppsala län
| Sparbank                              | Grundad | Upphörde | Noter                                                      |
| ------------------------------------- | ------- | -------- | ---------------------------------------------------------- |
| Söderfors församlings sparbank        | 1824    | 1864     | Uppgick i Uppsala sparbank                                 |
| Uppsala stads och läns sparbank       | 1830    | 1991     | Uppgick i Sparbanksgruppen.                                |
| Sparbanken i Enköping                 | 1836    | -        | Fortfarande fristående.                                    |
| Tierps församlings sparbank           | 1839    | 1868     |                                                            |
| Lagunda och Hagunda häraders sparbank | 1853    | 1910     | Upphörde, verksamheten togs över av Uplands enskilda bank. |
| Trögds sparbank                       | 1865    | 1944     | Likviderades.                                              |
| Tegelsmora sparbank                   | 1884    | 1889     |                                                            |
| Alunda sparbank                       | 1886    | 1974     | Uppgick i Upsala sparbank.                                 |
| Stafby sparbank                       | 1889    | 1899     | Upplöstes.                                                 |

## Södermanlands län
| Sparbank                                                      | Grundad | Upphörde | Noter                                                      |
| ------------------------------------------------------------- | ------- | -------- | ---------------------------------------------------------- |
| Eskilstuna stads sparbank                                     | 1828    | 1970     | Uppgick i Sparbanken Södermanland.                         |
| Nyköpings stads och läns sparbank                             | 1832    | 1991     | Uppgick i Sörmlands sparbank.                              |
| Trosa stads och Hölebo härads sparbank                        | 1835    | 1971     | Uppgick i Östra Sörmlands sparbank.                        |
| Vestra Vingåkers församlings sparbank                         | 1836    | 1977     | Uppgick i Oppunda sparbank.                                |
| Forssjö bruks sparbank                                        | 1839    | 1890     |                                                            |
| Strengnäs sparbank                                            | 1841    | 1970     | Uppgick i Sparbanken Södermanland.                         |
| Oppunda härads sparbank                                       | 1850    | 1991     | Uppgick i Sörmlands sparbank.                              |
| Villåttinge härads sparbank                                   | 1854    | 1966     | Uppgick i Eskilstuna sparbank.                             |
| Mariefreds stads sparbank                                     | 1863    | 1970     | Uppgick i Sparbanken Södermanland.                         |
| Öster- och Vester-Rekarne härads med Torshälla stads sparbank | 1864    | 1997     | Uppgick i Eskilstuna Rekarne Sparbank                      |
| Mörkö sockens sparbank                                        | 1864    | 1890     | Uppgick i Trosa stads och Hölebo härads sparbank           |
| Daga härads sparbank                                          | 1869    | 1972     | Uppgick i Östra Sörmlands sparbank.                        |
| Torshälla stads sparbank                                      | 1896    | 1942     | Uppgick i Eskilstuna sparbank.                             |
| Lunda sockens sparbank                                        | 1899    | 1963     | Uppgick i Nyköpings sparbank.                              |
| Åkers och Selebo häraders sparbank                            | 1899    | 1917     | Övertogs av Svenska lantmännens bank.                      |
| Björkviks sockens sparbank                                    | 1906    | 1966     | Uppgick i Oppunda sparbank.                                |
| Sparbanken Södermanland                                       | 1970    | 1976     | Uppgick i Sparbanken Mälardalen.                           |
| Östra Sörmlands sparbank                                      | 1971    | 1988     | Uppgick i Nya sparbanken.                                  |
| Sparbanken Mälardalen                                         | 1976    | 1986     | Uppgick i Nya Sparbanken                                   |
| Nya Sparbanken                                                | 1986    | 1991     | Uppgick i Sparbanksgruppen                                 |
| Sörmlands sparbank                                            | 1991    | -        | Ombildad till bankaktiebolag 2022. Fortfarande fristående. |

## Östergötlands län
| Sparbank                                                | Grundad | Upphörde | Noter                                                         |
| ------------------------------------------------------- | ------- | -------- | ------------------------------------------------------------- |
| Norrköpings stads sparbank                              | 1824    | 1970     | Uppgick i Sparbanken Östergötland.                            |
| Linköpings sparbank                                     | 1833    | 1960     | Uppgick i Linköping-Skänninge sparbank.                       |
| Vadstena sparbank                                       | 1839    | 1945     | Uppgick i Vadstenaortens sparbank                             |
| Söderköpings stads och omgifnings sparbank              | 1851    | 1970     | Uppgick i Sparbanken Östergötland.                            |
| Kimstads församlings sparbank                           | 1851    | 1962     | Uppgick i Norrköpings sparbank.                               |
| Borg och Möts församlings sparbank                      | 1852    | 1936     | Likviderades, verksamheten fördes över till Jordbrukarbanken. |
| Ekebyborna och Asks församlingars sparbank              | 1852    | 1964     | Uppgick i Aska-Bobergs sparbank.                              |
| Qvillinge och Simonstorps församlingars sparbank        | 1852    | 1968     | Uppgick i Norrköpings sparbank.                               |
| Godegårds församlings sparbank                          | 1852    | 1896     | Avvecklades.                                                  |
| Östra Eneby församlings sparbank                        | 1853    | 1943     | Uppgick i Norrköpings sparbank.                               |
| Östra Husby församlings sparbank                        | 1853    | 1893     | Uppgick i Vikbolands sparbank.                                |
| Vikingstads församlings sparbank                        | 1853    | 1864     | Uppgick i Valkebo härads sparbank.                            |
| Dagsbergs församlings sparbank                          | 1853    | 1863     | Uppgick i Vikbolands pupillkassa med sparbank.                |
| Klockrike och Brunneby sparbank                         | 1853    | 1949     | Uppgick i Borensbergsortens sparbank.                         |
| Vesterlösa församlings sparbank                         | 1854    | 1960     | Uppgick i Valkebo sparbank.                                   |
| Häradshammars församlings sparbank                      | 1855    | 1886     |                                                               |
| S.t Johannis församlings sparbank                       | 1855    | 1863     | Uppgick i Vikbolands pupillkassa med sparbank.                |
| Östra Ny församlings sparbank                           | 1856    | 1890     |                                                               |
| Normlösa och Herrberga församlingars sparbank           | 1857    | 1866     | Uppgick i Vifolka härads sparbank.                            |
| Östra Hargs församlings sparbank                        | 1859    | 1880     | Upphörde.                                                     |
| Åtvidabergs egendomars sparbank                         | 1859    | 1875     | Uppgick i Bankekinds härads sparbank.                         |
| Motala sparbank                                         | 1860    | 1920     | Övertogs av Östergötlands enskilda bank.                      |
| Tjellmo församlings sparbank                            | 1860    | 1866     | Uppgick i Linköpings läns sparbank.                           |
| Mjölby församlings sparbank                             | 1861    | 1866     | Uppgick i Vifolka härads sparbank                             |
| Ödeshögs församlings sparbank                           | 1862    | 1865     |                                                               |
| Skeninge och kringliggande socknars sparbank            | 1863    | 1960     | Uppgick i Linköping-Skänninge sparbank.                       |
| Vikbolands pupill- och sparbank                         | 1863    | 1970     | Uppgick i Sparbanken Östergötland.                            |
| Fornåsa och Lönsås församlingars sparbank               | 1862    | 1958     | Uppgick i Fornåsa sparbank.                                   |
| Skärkinds församlings sparbank                          | 1864    | 1970     | Uppgick i Sparbanken Östergötland.                            |
| Risinge församlings sparbank                            | 1863    | 1873     | Kom att räknas som filial till Linköpings läns sparbank.      |
| Vestra Ny församlings sparbank                          | 1846    | 1970     | Uppgick i Sparbanken Östergötland.                            |
| Valkebo härads sparbank                                 | 1865    | 1970     | Uppgick i Sparbanken Östergötland.                            |
| Vifolka härads sparbank                                 | 1866    | 1970     | Uppgick i Sparbanken Östergötland.                            |
| Kinda härads sparbank                                   | 1866    | 2008     | Uppgick i Kinda-Ydre sparbank.                                |
| Dals härads sparbank                                    | 1867    | 1945     | Uppgick i Vadstenaortens sparbank.                            |
| Bankekinds härads sparbank, senare Åtvidabergs sparbank | 1867    | 2025     | Uppgick i Sparbanken Spira.                                   |
| Ydre distrikts sparbank                                 | 1867    | 2008     | Uppgick i Kinda-Ydre sparbank.                                |
| Lysings härads sparbank                                 | 1867    | 1893     | Ombildades till folkbank.                                     |
| Regna sockens sparbank                                  | 1867    | 1970     | Uppgick i Sparbanken Östergötland                             |
| Hagebyhöga och Vestra Stenby socknars sparbank          | 1868    | 1950     | Uppgick i Aska sparbank.                                      |
| Arbetares vid Motala verkstads sparbank                 | 1869    | 1879     | Uppgick i Linköpings läns sparbank.                           |
| Hvarfs och Styra socknars sparbank                      | 1860    | 1950     | Uppgick i Aska sparbank.                                      |
| Gullbergs härads sparbank                               | 1871    | 1977     | Uppgick i Sparbanken Östergötland.                            |
| Norra Kinda härads sparbank                             | 1877    | 1979     | Uppgick i Kinda sparbank.                                     |
| Skeppsås och Älfvestads sparbank                        | 1882    | 1958     | Uppgick i Fornåsa sparbank.                                   |
| Östra Ryds sparbank                                     | 1883    | 1968     | Uppgick i Sparbanken i Söderköping.                           |
| Torpa husbondeförenings sparbank                        | 1883    | 1968     | Uppgick i Tranås sparbank.                                    |
| Nykils sparbank                                         | 1884    | 1956     |                                                               |
| Asby sparbank                                           | 1884    | 1968     | Uppgick i Ydre sparbank.                                      |
| Törnevalla sparbank                                     | 1885    | 1966     | Uppgick i Linköping-Skänninge sparbank.                       |
| Kristbergs sockens sparbank                             | 1899    | 1949     | Uppgick i Borensbergsortens sparbank.                         |
| Vånga sparbank                                          | 1902    | 1983     | Uppgick i Sparbanken Gothia.                                  |
| Stora Åby sparbank                                      | 1902    | 1985     | Uppgick i Sparbanken Gothia.                                  |
| Hällestads sparbank                                     | 1903    | 1975     | Uppgick i Sparbanken Östergötland.                            |
| Valdemarsviks sparbank                                  | 1905    | -        | Fortfarande fristående.                                       |
| Skedevi sparbank                                        | 1905    | 1967     | Uppgick i Vingåkers sparbank.                                 |
| Kullerstads sparbank                                    | 1909    | 1962     | Uppgick i Norrköpings sparbank.                               |
| Allmänna sparbanken i Norrköping                        | 1916    | 1925     | Likviderades.                                                 |
| Motalaortens sparbank                                   | 1928    | 1970     | Uppgick i Sparbanken Östergötland.                            |
| Vadstenaortens sparbank                                 | 1945    | -        | Fortfarande fristående.                                       |
| Aska sparbank                                           | 1950    | 1964     | Uppgick i Aska-Bobergs sparbank.                              |
| Borensbergsortens sparbank                              | 1950    | 1964     | Uppgick i Linköping Skänninge sparbank.                       |
| Fornåsa sparbank                                        | 1958    | 1968     | Uppgick i Aska-Bobergs sparbank.                              |
| Linköping-Skänninge sparbank                            | 1960    | 1970     | Uppgick i Sparbanken Östergötland.                            |
| Aska-Bobergs sparbank                                   | 1964    | 1970     | Uppgick i Sparbanken Östergötland.                            |
| Sparbanken Östergötland                                 | 1970    | 1982     | Uppgick i Sparbanken Gothia.                                  |
| Sparbanken Gothia                                       | 1982    | 1986     | Uppgick i Sparbanken Alfa.                                    |
| Sparbanken Alfa                                         | 1986    | 1991     | Uppgick i Sparbanksgruppen.                                   |
| Kinda-Ydre sparbank                                     | 2008    | -        | Fortfarande fristående.                                       |

## Jönköpings län
| Sparbank                               | Grundad | Upphörde | Noter                                         |
| -------------------------------------- | ------- | -------- | --------------------------------------------- |
| Jönköpings stads och läns sparbank     | 1831    | 1986     | Uppgick i Sparbanken Alfa.                    |
| Eksjö stads sparbank                   | 1836    | 1969     | Uppgick i Jönköpings läns sparbank.           |
| Vernamo sparbank                       | 1836    | 1986     | Uppgick i Sparbanken Alfa.                    |
| Grenna sparbank                        | 1852    | 1964     | Uppgick i Gränna-Visingsö sparbank.           |
| Östra härads sparbank                  | 1857    | 1969     | Uppgick i Jönköpings läns sparbank.           |
| Vestbo härads sparbank                 | 1860    | 1967     | Uppgick i Finnvedens sparbank.                |
| Vestra härads sparbank                 | 1867    | 1969     | Uppgick i Jönköpings läns sparbank.           |
| Stengårdshults pastorats sparbank      | 1867    | 1883     | Uppgick i Stengårdshults pastorats folkbank   |
| Rydaholms sparbank                     | 1871    | 1983     | Uppgick i Finnvedens sparbank.                |
| Anderstorps sockens sparbank           | 1871    | 1963     | Uppgick i Värnamo sparbank.                   |
| Nässjö sparbank                        | 1872    | 1969     | Uppgick i Jönköpings läns sparbank.           |
| Unnaryds sparbank                      | 1873    | 1904     | Togs över av Jönköpings handelsbank.          |
| Bredaryds sparbank                     | 1873    | 1967     | Uppgick i Finnvedens sparbank.                |
| Säfsjö sparbank                        | 1874    | 1969     | Uppgick i Jönköpings läns sparbank.           |
| Södra Hestra pastorats sparbank        | 1874    | -        | Fortfarande fristående.                       |
| Tranås sparbank                        | 1875    | 1969     | Uppgick i Jönköpings läns sparbank.           |
| Malmbäcks sparbank                     | 1875    | 1969     | Uppgick i Jönköpings läns sparbank.           |
| Båraryds sockens sparbank              | 1876    | 1975     | Uppgick i Finnvedens sparbank.                |
| Byarums sockens sparbank               | 1877    | 1973     | Uppgick i Jönköpings läns sparbank.           |
| Visingsö sparbank                      | 1877    | 1964     | Uppgick i Gränna-Visingsö sparbank.           |
| Tofteryds sockens sparbank             | 1877    | 1969     | Uppgick i Finnvedens sparbank.                |
| Adelöfs sparbank                       | 1879    | 1963     | Uppgick i Tranås sparbank.                    |
| Korsberga pastorat sparbank            | 1881    | 191?     | Övertogs av Sydsvenska kreditaktiebolaget.    |
| Sparbanken i Hullaryd                  | 1881    | 1969     | Uppgick i Jönköpings läns sparbank.           |
| Marianelunds sparbank                  | 1883    | 1968     | Uppgick i Östra härads sparbank.              |
| Forsheda sockens sparbank              | 1886    | 1961     | Uppgick i Värnamo sparbank.                   |
| Forserums sparbank                     | 1897    | 1966     | Uppgick i Nässjö sparbank.                    |
| Södra Unnaryds sparbank                | 1912    | 1967     | Uppgick i Finnvedens sparbank.                |
| Månsarps sparbank                      | 1917    | 1921     | Uppgick i Jönköpings stads och läns sparbank. |
| Allmänna sparbanken för Jönköpings län | 1919    | 1966     | Uppgick i Länssparbanken Jönköping.           |
| Gällaryds sparbank                     | 1922    | 1965     | Uppgick i Finnvedens sparbank.                |
| Norra Vedbo härads sparbank            | 1922    | 1936     | Uppgick i Tranås sparbank.                    |
| Norra Sandsjö sockens sparbank         | 1926    | 1950     | Uppgick i Nässjö sparbank.                    |
| Gränna-Visingsö sparbank               | 1964    | 1973     | Uppgick i Jönköpings läns sparbank.           |
| Sparbanken Alfa                        | 1986    | 1991     | Uppgick i Sparbanksgruppen                    |

## Kronobergs län
| Sparbank                               | Grundad | Upphörde | Noter                                       |
| -------------------------------------- | ------- | -------- | ------------------------------------------- |
| Kronobergs läns sparbank               | 1828    | 1966     | Uppgick i Sparbanken Kronoberg              |
| Elmhults sparbank                      | 1862    | 1887     |                                             |
| Sunnerbo härads sparbank               | 1863    | 1980     | Uppgick i Sparbanken Kronan                 |
| Lenhofda sparbank                      | 1867    | 1969     | Uppgick i Sparbanken Kronoberg              |
| Nottebäcks pastorats sparbank          | 1869    | 1966     | Uppgick i Kronobergs läns sparbank          |
| Skatelöfs pastorats sparbank           | 1871    | 2008     | Uppgick i Sparbanken Eken.                  |
| Almundsryds enskilda sparbank          | 1872    | 2008     | Uppgick i Sparbanken Eken.                  |
| Urshults sockens sparbank              | 1873    | 1971     | Uppgick i Sparbanken i Kronoberg.           |
| Vislanda pastorats sparbank            | 1873    | 1966     | Uppgick i Kronobergs läns sparbank          |
| Linneryds sockens sparbank             | 1874    | 1908     | Togs över av Sydsvenska kreditaktiebolaget. |
| Väckelsångs sockens sparbank           | 1874    | 1969     | Uppgick i Sparbanken Kronoberg              |
| Lekaryds pastorats sparbank            | 1874    | 1966     | Uppgick i Sparbanken Kronoberg              |
| Markaryds sparbank                     | 1875    | -        | Fortfarande fristående.                     |
| Virestads församlings sparbank         | 1875    | 1971     | Uppgick i Sparbanken i Kronoberg.           |
| Långasjö sockens sparbank              | 1880    | 2008     | Uppgick i Sparbanken Eken.                  |
| Göteryds sockens sparbank              | 1883    | 2008     | Uppgick i Sparbanken Eken.                  |
| Elmeboda sockens sparbank              | 1884    | 2008     | Uppgick i Sparbanken Eken                   |
| Agunnaryds kommuns sparbank            | 1884    | 1968     | Uppgick i Sunnerbo härads sparbank.         |
| Åsheda kommuns sparbank                | 1886    | 1964     | Uppgick i Kronobergs läns sparbank          |
| Älghults sparbank                      | 1899    | 1969     | Uppgick i Sparbanken Kronoberg              |
| Algutsboda sparbank                    | 1899    | 1961     | Uppgick i Kronobergs läns sparbank          |
| Hallaryds sockens sparbank             | 1907    | 1963     | Uppgick i Kronobergs läns sparbank          |
| Traheryds sparbank                     | 1910    | 1958     | Uppgick i Kronobergs läns sparbank          |
| Tingsås sockens sparbank               | 1913    | 1969     | Uppgick i Sparbanken Kronoberg.             |
| Hovmantorp-Lessebo sparbank            | 1916    | 1966     | Uppgick i Sparbanken Kronoberg              |
| Älmhults med omnejds sparbank          | 1916    | 1971     | Uppgick i Sparbanken i Kronoberg.           |
| Södra Sandsjö sparbank                 | 1917    | 1964     | Uppgick i Kronobergs läns sparbank          |
| Allmänna sparbanken för Kronobergs län | 1919    | 1930     | Övertogs av Kronobergs läns sparbank.       |
| Hälleberga sparbank                    | 1920    | 1961     | Uppgick i Madesjö-Nybro sparbank.           |
| Ljuders sparbank                       | 1924    | 1969     | Uppgick i Sparbanken Kronoberg              |
| Ryssby sparbank                        | 1925    | 1968     | Uppgick i Sunnerbo härads sparbank.         |
| Sparbanken Kronoberg                   | 1966    | 1979     | Uppgick i Sparbanken Kronan                 |
| Sparbanken Kronan                      | 1979    | 1991     | Uppgick i Sparbanksgruppen                  |

## Kalmar län
| Sparbank                                         | Grundad | Upphörde | Noter                                                                      |
| ------------------------------------------------ | ------- | -------- | -------------------------------------------------------------------------- |
| Kalmar stads sparbank                            | 1831    | 1986     | Uppgick i Sparbanken Kronan                                                |
| Borgholms sparbank                               | 1832    | 1977     | Uppgick i Ölands sparbank.                                                 |
| Vesterviks sparbank                              | 1835    | 1895     | Ombildad.                                                                  |
| Högsby och Långemåla sparbank                    | 1838    | 1882     |                                                                            |
| Oskarshamns sparbank                             | 1839    | 1893     | Ombildades till folkbank.                                                  |
| Vimmerby sparbank                                | 1847    | 1932     | Övertogs av Göteborgs bank.                                                |
| Söderåkra sparbank                               | 1851    | 1985     | Uppgick i Sparbanken Kronan                                                |
| Vissefjerda sparbank                             | 1852    | 1866     |                                                                            |
| Ålems sparbank                                   | 1854    | -        | Fortfarande fristående.                                                    |
| Mönsterås sparbank                               | 1856    | 191?     |                                                                            |
| Kalmar läns lifränte-anstalts sparkasseafdelning | 1856    |          | Ansågs inte vara sparbank efter 1893.                                      |
| Fliseryds församlings sparbank                   | 1862    | 1960     | Uppgick i Oskarshamns sparbank.                                            |
| Misterhults sockens sparbank                     | 1867    | 1881     | Uppgick i Misterhults sparbank                                             |
| Hjorteds sockens sparbank                        | 1869    | 1969     | Uppgick i Tjustbygdens sparbank.                                           |
| Öfverums bruks sparbank                          | 1862    |          | Ansågs inte vara sparbank efter 1894.                                      |
| Ås och Ventlinge socknars sparbank               | 1870    | 1971     | Uppgick i Mörbylånga sparbank.                                             |
| Aspelands härads sparbank                        | 1871    | 1893     | Ombildades till folkbank.                                                  |
| Södra Vi sockens sparbank                        | 1870    | 1890     |                                                                            |
| Blackstads distrikts sparbank                    | 1872    | 1969     | Uppgick i Tjustbygdens sparbank.                                           |
| Madesjö och Örsjö kommuners sparbank             | 1871    | 1953     | Uppgick i Madesjö-Nybro sparbank.                                          |
| Lofta sparbank                                   | 1874    | 1969     | Uppgick i Tjustbygdens sparbank.                                           |
| Kristdala kommuns sparbank                       | 1874    | 1906     | Togs över av Kristdala folkbank.                                           |
| Ukna-Hannäs distrikts sparbank                   | 1874    | 1963     | Uppgick i Valdemarsviks sparbank.                                          |
| Gamleby sparbank                                 | 1875    | 1969     | Uppgick i Tjustbygdens sparbank.                                           |
| Tuna sparbank                                    | 1877    | 1979     | Uppgick i Tuna-Vena Sparbank.                                              |
| Figeholms sparbank                               | 1878    | 1963     | Uppgick i Misterhults sparbank.                                            |
| Misterhults sparbank                             | 1881    | 1965     | Uppgick i Oskarshamns sparbank.                                            |
| Hvena sparbank                                   | 1882    | 1979     | Uppgick i Tuna-Vena Sparbank.                                              |
| Runstens sparbank                                | 1883    | 1895     | Upphörde.                                                                  |
| Mörlunda sparbank                                | 1884    | 1979     | Uppgick i Oskarshamns sparbank.                                            |
| Virserums sparbank                               | 1884    | -        | Fortfarande fristående.                                                    |
| Loftahammars sparbank                            | 1884    | 1969     | Uppgick i Tjustbygdens sparbank.                                           |
| Oskarshamns sparbank                             | 1894    | 1983     | Uppgick i Sparbanken Kronan                                                |
| Högsby sparbank                                  | 1895    | -        | Fortfarande fristående.                                                    |
| Torsås sparbank                                  | 1896    | 1985     | Uppgick i Sparbanken Kronan                                                |
| Långemåla sparbank                               | 1896    | 1963     | Uppgick i Högsby sparbank.                                                 |
| Rockneby sparbank                                | 1898    | 1967     | Uppgick i Sparbanken i Kalmar.                                             |
| Västerviks sparbank                              | 1903    | 1969     | Uppgick i Tjustbygdens sparbank.                                           |
| Fagerhults sparbank                              | 1903    | 1968     | Uppgick i Högsby sparbank.                                                 |
| Lönneberga sparbank                              | 1905    | 2006     | Uppgick i Lönneberga-Tuna-Vena sparbank.                                   |
| Målilla sparbank                                 | 1905    | 1966     | Uppgick i Oskarshamns sparbank.                                            |
| Mönsterås sockens sparbank                       | 1908    | 1960     | Uppgick i Häradssparbanken Mönsterås.                                      |
| Stranda härads sparbank                          | 1910    | 1960     | Uppgick i Häradssparbanken Mönsterås.                                      |
| Mörbylånga sparbank                              | 1914    | 1977     | Uppgick i Ölands sparbank.                                                 |
| Kråksmåla sparbank                               | 1916    | 1963     | Uppgick i Madesjö Nybro sparbank                                           |
| Karlslunda sparbank                              | 1916    | 1968     | Uppgick i Sparbanken i Kalmar.                                             |
| Visselfjärda sparbank                            | 1916    | 1975     | Uppgick i Sparbanken i Kalmar.                                             |
| Nybro sparbank                                   | 1916    | 1953     | Uppgick i Madesjö-Nybro sparbank.                                          |
| Allmänna sparbanken i Kalmar län                 | 1919    | 1921     | Upplöstes, övertogs av Mälareprovinsernas bank och Sevede härads sparbank. |
| Östra Eds sparbank                               | 1920    | 1949     | Uppgick i Östra-Västra Eds sparbank.                                       |
| Sparbanken i Oskar                               | 1922    | 1961     | Uppgick i Madesjö-Nybro sparbank.                                          |
| Allmänna sparbanken i Oskarshamn                 |         | 1930     | Övertogs av Svenska handelsbanken.                                         |
| Sevede härads sparbank                           | 1920    | 1925     | Likviderades.                                                              |
| Kalmar läns enskilda sparbank                    | 1922    | 1941     | Uppgick i Västerviks sparbank.                                             |
| Västra Eds sparbank                              |         | 1949     | Uppgick i Östra-Västra Eds sparbank.                                       |
| Södra Vi-Djursdala sparbank                      | 1933    | 1968     | Uppgick i Oskarshamns sparbank.                                            |
| Vimmerby sparbank                                | 1941    | -        | Fortfarande fristående, ombildades till bankaktiebolag 2001.               |
| Östra-Västra Eds sparbank                        | 1949    | 1955     | Uppgick i Valdemarsviks sparbank.                                          |
| Kalmarbygdens sparbank                           | 1950    | 1961     | Uppgick i Sparbanken i Kalmar.                                             |
| Madesjö-Nybro sparbank                           | 1953    | 1985     | Uppgick i Sparbanken Kronan.                                               |
| Häradssparbanken Mönsterås                       | 1960    | -        | Fortfarande fristående.                                                    |
| Tjustbygdens sparbank                            | 1969    | 2025     | Ombildad till bankaktiebolag 2001. Uppgick i Sparbanken Spira.             |
| Ölands sparbank                                  | 1977    | -        | Ombildad till bankaktiebolag 1998, till 60 procent ägd av Swedbank.        |
| Tuna-Vena Sparbank                               | 1979    | 2006     | Uppgick i Lönneberga-Tuna-Vena sparbank.                                   |
| Lönneberga-Tuna-Vena sparbank                    | 2006    | -        | Fortfarande fristående.                                                    |

## Gotlands län
| Sparbank                                 | Grundad | Upphörde | Noter                                                                               |
| ---------------------------------------- | ------- | -------- | ----------------------------------------------------------------------------------- |
| Sällskapet DBW:s sparbank                | 1830    | 1982     | Uppgick i Sparbanken Gothia.                                                        |
| Hoburgs tings sparbank                   | 1855    | 1866     |                                                                                     |
| Klinte församlings sparbank              | 1863    | 1967     | Uppgick i DBV:s sparbank.                                                           |
| Bunge församlings sparbank               | 1864    | 1968     | Uppgick i DBV:s sparbank.                                                           |
| Burs pastorats sparbank                  | 1867    | 2005     | Uppgick i Sparbanken Gotland.                                                       |
| Vänge sockens sparbank                   | 1868    | 1886     | Upphörde.                                                                           |
| Martebo sockens sparbank                 | 1868    | 1880     |                                                                                     |
| Mästerby sockens sparbank                | 1868    | 1896     | Avvecklades.                                                                        |
| Stenkumla och Träkumla socknars sparbank | 1868    | 1896     | Avvecklades.                                                                        |
| Alfva pastorats sparbank                 | 1868    | 1886     |                                                                                     |
| Sanda sparbank                           | 1869    | 1964     | Uppgick i DBV:s sparbank.                                                           |
| Kräklingbo sockens sparbank              | 1869    | 2005     | Uppgick i Sparbanken Gute.                                                          |
| Hogräns sockens sparbank                 | 1870    | 1948     | Uppgick i DBV:s sparbank.                                                           |
| Hejde pastorats sparbank                 | 1870    | 1885     |                                                                                     |
| Lärbro sockens sparbank                  | 1870    | 1967     | Uppgick i DBV:s sparbank.                                                           |
| Tingstäde sockens sparbank               | 1871    | 1946     | Likviderades, uppgick i DBW:s sparbank.                                             |
| Garde sockens sparbank                   | 1871    | 189?     | [ 84 ]                                                                              |
| Hangvar och Halls socknars sparbank      | 1871    | 1966     | Uppgick i DBV:s sparbank.                                                           |
| Atlingbo sockens sparbank                | 1871    | 1889     |                                                                                     |
| Hellvi sockens sparbank                  | 1871    | 1895     | Upphörde.                                                                           |
| Eskelhems sockens sparbank               | 1872    | 2005     | Uppgick i Sparbanken Gotland.                                                       |
| Ala sockens sparbank                     | 1873    | 1895     | Upphörde.                                                                           |
| Othems sockens sparbank                  | 1874    | 1904     | Avvecklades.                                                                        |
| Ardre sockens sparbank                   | 1876    | 1967     | Uppgick i DBV:s sparbank.                                                           |
| Alskogs sockens sparbank                 | 1878    | 2005     | Uppgick i Sparbanken Gute.                                                          |
| Östergarns sockens sparbank              | 1878    | 1967     | Uppgick i DBV:s sparbank.                                                           |
| Vamlingbo pastorats sparbank             | 1878    | 1970     | Uppgick i DBV:s sparbank.                                                           |
| Lau sparbank                             | 1878    | 1981     | Uppgick i Garda-Lau sparbank.                                                       |
| Närs sparbank                            | 1878    | 2019     | Uppgick i Sparbanken Gotland.                                                       |
| Hejnums pastorats sparbank               | 1879    | 1949     | Uppgick i DBV:s sparbank.                                                           |
| Fardhems pastorats sparbank              | 1882    | 2005     | Uppgick i Sparbanken Gotland.                                                       |
| Garda sparbank                           | 1895    | 1981     | Uppgick i Garda-Lau sparbank.                                                       |
| Hemse sparbank                           | 1902    | 1960     | Uppgick i DBV:s sparbank.                                                           |
| Hafdhems sockens sparbank                | 1905    | 1987     | Togs över av Föreningsbanken.                                                       |
| Dalhems sockens sparbank                 | 1905    | 2005     | Uppgick i Sparbanken Gute.                                                          |
| Roma sparbank                            | 1907    | 1957     |                                                                                     |
| Fardhems sockens sparbank                | 1912    | 1965     | Uppgick i Fardhems pastorats sparbank.                                              |
| Allmänna sparbanken på Gotland           | 1919    | 1934     | Likviderades, verksamheten överläts till Centralkassan för jordbrukskredit i Visby. |
| Gotlands sparbank                        | 1919    | 1930     | Försattes i konkurs.                                                                |
| Rone sparbank                            | 1922    | 1966     | Uppgick i DBV:s sparbank.                                                           |
| Garda-Lau sparbank                       | 1981    | 2005     | Uppgick i Sparbanken Gute.                                                          |
| Sparbanken Gothia                        | 1982    | 1986     | Uppgick i Sparbanken Alfa.                                                          |
| Sparbanken Alfa                          | 1986    | 1991     | Uppgick i Sparbanksgruppen                                                          |
| Sparbanken Gotland                       | 2005    | -        | Fortfarande fristående.[Uppdatering behövs]                                         |
| Sparbanken Gute                          | 2005    | 2010     | Uppgick i Sparbanken Gotland.                                                       |

## Blekinge län
| Sparbank                                                       | Grundad | Upphörde | Noter                              |
| -------------------------------------------------------------- | ------- | -------- | ---------------------------------- |
| Blekinge läns sparbank                                         | 1827    | 1979     | Uppgick i Sparbanken Kronan        |
| Karlshamns stads sparbank                                      | 1829    | -        | Fortfarande fristående.            |
| Sölvesborgs stads sparbank, senare Sölvesborg-Mjällby sparbank | 1839    | -        | Fortfarande fristående.            |
| Jemshögs, Kyrkhults och Näsums församlingar sparbank           | 1839    | 1976     | Uppgick i Sparbanken Kronoberg     |
| Ronneby distrikts sparbank                                     | 1839    | 1987     | Uppgick i Sparbanken Kronan        |
| Fridlefstads och Rödeby församlingars sparbank                 | 1865    | 1971     | Uppgick i Sparbanken i Karlskrona. |
| Tvings sockens sparbank                                        | 1865    | 1985     | Uppgick i Sparbanken Kronan        |
| Asarums församlings sparbank                                   | 1865    | 1966     | Uppgick i Karlshamns Sparbank      |
| Östra härads sparbank                                          | 1866    | 1961     | Uppgick i Sparbanken i Karlskrona. |
| Hjortsberga med flera socknars sparbank                        | 1866    | 1979     | Uppgick i Ronneby sparbank.        |
| Hoby sockens sparbank                                          | 1869    | 1979     | Uppgick i Ronneby sparbank.        |
| Mörrums sparbank                                               | 1870    | 1966     | Uppgick i Karlshamns Sparbank      |
| Eringsboda sockens sparbank                                    | 1871    | 1979     | Uppgick i Ronneby sparbank.        |
| Mjellby sockens sparbank                                       | 1872    | 1884     | Upphörde.                          |
| Sillhöfda sparbank                                             | 1878    | 1977     | Uppgick i Sparbanken Karlskrona.   |
| Åryds sparbank                                                 | 1881    | 2007     | Uppgick i Sparbanken Eken.         |
| Mjällby nya sparbank                                           | 1885    | 1977     | Uppgick i Sparbanken Sölvesborg.   |
| Kyrkhults sparbank                                             | 1901    | 2008     | Uppgick i Sparbanken i Karlshamn   |
| Hällaryds sparbank                                             | 1910    | 1963     | Uppgick i Karlshamns sparbank.     |
| Jämjö sparbank                                                 | 1917    | 1960     | Uppgick i Sparbanken i Karlskrona. |
| Allmänna sparbanken för Blekinge län                           | 1919    | 1940     | Uppgick i Sparbanken i Karlskrona  |
| Kallinge sparbank                                              | 1921    | 1968     | Uppgick i Ronneby sparbank.        |
| Värperyds sparbank                                             | 1921    | 1968     | Uppgick i Ronneby sparbank.        |
| Listerby, Hasslö och Aspö sparbank                             | 1922    | 1962     | Uppgick i Ronneby sparbank.        |
| Öljehults sparbank                                             | 1923    | 1977     | Uppgick i Sparbanken Kronoberg     |
| Gammalstorp-Ysane sparbank                                     | 1925    | 1968     | Uppgick i Sparbanken i Sölvesborg. |
| Sparbanken Kronan                                              | 1979    | 1991     | Uppgick i Sparbanksgruppen         |

## Kristianstads län
| Sparbank                                         | Grundad | Upphörde | Noter                                                      |
| ------------------------------------------------ | ------- | -------- | ---------------------------------------------------------- |
| Sparbanken i Kristianstad                        | 1826    | 1966     | Uppgick i Kristianstads Sparbank                           |
| Vestra Göinge sparbank                           | 1841    | 1977     | Uppgick i Sparbanken Göinge (1977–1984).                   |
| Ströfvelstorps sparbank                          | 1853    | 1965     | Uppgick i Ausås-Strövelstorps sparbank                     |
| Simrishamns sparbank                             | 1853    | 1968     | Uppgick i Österlens sparbank                               |
| Östra Göinge härads sparbank                     | 1854    | 1960     | Uppgick i Göinge-Broby sparbank                            |
| Båstads sparbank                                 | 1859    | 1972     | Uppgick i Bjäre sparbank                                   |
| Gärds och Albo härads sparbank                   | 1860    | 1972     | Uppgick i Kristianstads Sparbank                           |
| Norra och Södra Åsbo härads sparbank             | 1860    | 1980     | Uppgick i Sparbanken Västra Skåne.                         |
| Gärds härads sparbank                            | 1862    | 1966     | Uppgick i Sparbanken i Christianstad                       |
| Villands härads sparbank                         | 1862    | 1970     | Uppgick i Kristianstads Sparbank                           |
| Engelholms sparbank                              | 1865    | 1969     | Uppgick i Nya sparbanken Ängelholm.                        |
| Glimåkra sparbank                                | 1867    | 2008     | Uppgick i Sparbanken Göinge (2008–)                        |
| Örkeneds sparbank                                | 1867    | 1886     | Upphörde                                                   |
| Ingelstads och Jerrestads härads sparbank        | 1868    | 1987     | Uppgick i Sparbanken Syd.                                  |
| Borrby sparbank                                  | 1866    | 1986     | Uppgick i Sparbanken Syd                                   |
| Vittsjö sockens sparbank                         | 1867    | 1990     | Uppgick i Sparbanken Skåne (1984–1992)                     |
| Norra Åkarps sockens sparbank                    | 1868    | 1983     | Uppgick i Snapphanebygdens sparbank.                       |
| Åhus sockens sparbank                            | 1869    | 1972     | Uppgick i Kristianstads Sparbank                           |
| Björnekulla och Broby pastorats sparbank         | 1862    | 1895     | Upphörde.                                                  |
| Oppmanna och Vånga socknars sparbank             | 1870    | 1976     | Uppgick i Kristianstads Sparbank.                          |
| Esphults och Linderöds socknars sparbank         | 1871    | 1972     | Uppgick i Frosta sparbank.                                 |
| Osby sockens sparbank                            | 1871    | 1977     | Uppgick i Sparbanken Göinge (1977–1984).                   |
| Röke sockens sparbank                            | 1871    | 2008     | Uppgick i Sparbanken Göinge (2008–)                        |
| Ausås sockens sparbank                           | 1872    | 1965     | Uppgick i Ausås-Strövelstorps sparbank                     |
| Verums sockens sparbank                          | 1872    | 1977     | Uppgick i Sparbanken Göinge (1977–1984).                   |
| Visseltofta sparbank                             | 1872    | 1983     | Uppgick i Snapphanebygdens sparbank.                       |
| Hjärnarps sockens sparbank                       | 1872    | 1972     | Uppgick i Nordvästra Skånes Sparbank                       |
| Finja sockens sparbank                           | 1873    | 1971     | Uppgick i Tyringe sparbank.                                |
| Kviinge sockens sparbank                         | 1873    | 1964     | Uppgick i Knislinge-Kviinge Sparbank                       |
| Vinslöfs och Näflinge sparbank                   | 1873    |          | Uppgick i Sparbanken Göinge (2008–)                        |
| Perstorps sockens sparbank                       | 1873    | 1971     | Uppgick i Åsbo sparbank.                                   |
| Torups sockens sparbank                          | 1873    | 1979     | Uppgick i Göinge sparbank.                                 |
| Matteröds sockens sparbank                       | 1874    | 1971     | Uppgick i Tyringe sparbank.                                |
| Hörja sockens sparbank                           | 1874    | 1977     | Uppgick i Sparbanken Göinge (1977–1984).                   |
| Sparbanken i Örkelljunga                         | 1874    | 1972     | Uppgick i Nordvästra Skånes Sparbank                       |
| Broby och Emislöfs socknars sparbank             | 1874    | 1960     | Uppgick i Göinge-Broby sparbank                            |
| Hjärsås sockens sparbank                         | 1875    | 1979     | Uppgick i Kristianstads sparbank                           |
| Östra Ljungby och Källna socknars sparbank       | 1875    | 1971     | Uppgick i Åsbo sparbank.                                   |
| Grefvie sparbank                                 | 1875    | 1978     | Uppgick i Bjäre sparbank.                                  |
| Mellby, Tjörnarps och Häglinge socknars sparbank | 1875    | 1977     | Uppgick i Sparbanken Göinge (1977–1984)                    |
| Albo härads sparbank                             | 1875    | 1971     | Uppgick i Tomelilla sparbank.                              |
| Östra Tommarps sparbank                          | 1875    | 1966     | Uppgick i Simrishamns sparbank.                            |
| Loshults sockens sparbank                        | 1875    | 1977     | Uppgick i Sparbanken Göinge (1977–1984).                   |
| Västra Karups sparbank                           | 1876    | 1972     | Uppgick i Bjäre sparbank.                                  |
| Vallby arbetareförenings sparbank                | 1876    | 2006     | Uppgick i Sparbanken Syd.                                  |
| Sparbanken i Oderljunga                          | 1876    | 1971     | Uppgick i Åsbo sparbank.                                   |
| Sparbanken i Vallby                              | 1877    | 1896     | Uppgick i Vallby arbetareförenings sparbank.               |
| Önnestads sockens sparbank                       | 1879    | 1963     | Uppgick i Sparbanken i Christianstad                       |
| Östra Karups sparbank                            | 1879    | 1990     | Uppgick i Sparbanken Gripen (ursprungligen i Hallands län) |
| Tostarps sparbank                                | 1880    | 1972     | Uppgick i Nordvästra Skånes Sparbank                       |
| Förslöfs sparbank                                | 1881    | 1972     | Uppgick i Bjäre sparbank                                   |
| Munka-Ljungby sparbank                           | 1881    | 1972     | Uppgick i Nordvästra Skånes Sparbank                       |
| Norra Strö sockens sparbank                      | 1881    | 1980     | Uppgick i Kristianstads sparbank.                          |
| Tomelilla sparbank                               | 1882    | 1991     | Uppgick i Sparbanken Skåne (1984–1992)                     |
| Knislinge sockens sparbank                       | 1883    | 1964     | Uppgick i Knislinge-Kviinge Sparbank                       |
| Farstorps sockens sparbank                       | 1884    | 2008     | Uppgick i Sparbanken Göinge (2008–)                        |
| Kvidinge pastorats sparbank                      | 1884    | 1971     | Uppgick i Åsbo sparbank.                                   |
| Hästveda sockens sparbank                        | 1885    | 1977     | Uppgick i Sparbanken Göinge (1977–1984).                   |
| Riseberga sparbank                               | 1886    | 1965     | Uppgick i Riseberga-Färingtofta sparbank.                  |
| Höja och Starby sparbank                         | 1886    | 1972     | Uppgick i Nordvästra Skånes Sparbank                       |
| Gladsax sparbank                                 | 1890    | 1950     | Uppgick i Simrishamns sparbank.                            |
| Hessleholms sparbank                             | 1891    | 1977     | Uppgick i Sparbanken Göinge (1977–1984).                   |
| Skillinge sparbank                               | 1891    | 1987     | Uppgick i Sparbanken Syd.                                  |
| Åstorps sparbank                                 | 1893    | 1971     | Uppgick i Åsbo sparbank.                                   |
| Nya sparbanken i Kristianstad                    | 1897    | 1966     | Uppgick i Kristianstads sparbank                           |
| Rebbelberga sparbank                             | 1899    | 1969     | Uppgick i Nya sparbanken Ängelholm                         |
| Örkeneds sparbank                                | 1900    | 1977     | Uppgick i Sparbanken Göinge (1977–1984).                   |
| Barkåkra sparbank                                | 1900    | 1969     | Uppgick i Nya sparbanken Ängelholm                         |
| Sparbanken i Tollarp                             | 1900    | 1988     | Uppgick i Kristianstads sparbank.                          |
| Rya sparbank                                     | 1902    | 1972     | Uppgick i Nordvästra Skånes Sparbank                       |
| Sparbanken i Ingelstorp                          | 1903    | 2007     | Uppgick i Sparbanken Syd                                   |
| Sparbanken Klippan                               | 1903    | 1971     | Uppgick i Åsbo sparbank.                                   |
| Smedstorps sparbank                              | 1903    | 1976     | Uppgick i Tomelilla sparbank.                              |
| Onslunda sparbank                                | 1904    | 1988     | Uppgick i Tomelilla sparbank.                              |
| Skånes-Fagerhults sparbank                       | 1904    | 2006     | Uppgick i Sparbanken Boken.                                |
| Ivetofta sockens sparbank                        | 1905    | -        | Fortfarande fristående.                                    |
| Össjö sparbank                                   | 1905    | 1972     | Uppgick i Nordvästra Skånes Sparbank                       |
| Söderåsens sparbank                              | 1906    | 1923     | Uppgick i Svalövs med flera socknars sparbank              |
| Hovs sparbank                                    | 1908    | 1990     | Uppgick i Sparbanken Gripen                                |
| Södra Mellby, Vitaby och Sankt Olofs sparbank    | 1910    | 1968     | Uppgick i Österlens sparbank.                              |
| Frenninge sparbank                               | 1913    | 2015     | Uppgick i Sparbanken Syd.                                  |
| Lantmannasparbanken i Tomelilla                  | 1915    | 1965     | Uppgick i Tomelilla sparbank.                              |
| Brönnestads sockens sparbank                     | 1918    | 1971     | Uppgick i Västra Göinge Sparbank.                          |
| Tåssjö sparbank                                  | 1919    | 1966     | Uppgick i Munka-Ljungby sparbank                           |
| Färingtofta sparbank                             | 1920    | 1965     | Uppgick i Riseberga-Färingtofta sparbank.                  |
| Göinge-Broby sparbank                            | 1960    | 1988     | Uppgick i Kristianstads sparbank                           |
| Knislinge-Kviinge Sparbank                       | 1964    | 1970     | Uppgick i Kristianstads Sparbank                           |
| Ausås-Strövelstorps sparbank                     | 1965    | 1972     | Uppgick i Nordvästra Skånes Sparbank                       |
| Riseberga-Färingtofta sparbank                   | 1965    | 1971     | Uppgick i Åsbo sparbank.                                   |
| Kristianstads Sparbank                           | 1966    | 2014     | Uppgick i Sparbanken Skåne                                 |
| Nya sparbanken Ängelholm                         | 1968    | 1972     | Uppgick i Nordvästra Skånes Sparbank                       |
| Österlens sparbank                               | 1968    | 1984     | Uppgick i Sparbanken Syd                                   |
| Nordvästra Skånes Sparbank                       | 1972    | 1990     | Uppgick i Sparbanken Gripen                                |
| Bjäre sparbank                                   | 1972    | 1990     | Uppgick i Sparbanken Gripen                                |
| Sparbanken Göinge (1977-1984)                    | 1977    | 1984     | Uppgick i Sparbanken Skåne (1984–1992)                     |
| Snapphanebygdens sparbank                        | 1983    | -        | Fortfarande fristående.                                    |
| Sparbanken Syd                                   | 1984    | -        | Fortfarande fristående.                                    |
| Sparbanken Skåne                                 | 1984    | 1991     | Uppgick i Sparbanksgruppen                                 |
| Sparbanken Gripen                                | 1990    | 2010     | Uppgick i Sparbanken Öresund                               |

## Malmöhus län
| Sparbank                                                    | Grundad | Upphörde | Noter                                                     |
| ----------------------------------------------------------- | ------- | -------- | --------------------------------------------------------- |
| Malmö sparbank                                              | 1824    | 1962     | Uppgick i Malmö sparbank Bikupan                          |
| Ystads sparbank                                             | 1827    | 1984     | Uppgick i Sparbanken Syd                                  |
| Sparbanken i Lund                                           | 1833    | 1971     | Uppgick i Lundabygdens sparbank                           |
| Landskrona stads sparbank                                   | 1836    | 1980     | Uppgick i Sparbanken Västra Skåne.                        |
| Sparbanken i Helsingborg                                    | 1836    | 1980     | Uppgick i Sparbanken Västra Skåne                         |
| Färs härads sparbank                                        | 1839    | 1989     | Uppgick i Färs och Frosta sparbank.                       |
| Höganäs stenkolsverks sparbank                              | 1839    | 1891     |                                                           |
| Oxie härads sparbank                                        | 1848    | 1977     | Uppgick i Sparbanken Malmöhus.                            |
| Skytts härads sparbank                                      | 1848    | 1965     | Uppgick i Söderslätts sparbank.                           |
| Luggude härads sparbank                                     | 1848    | 1978     | Uppgick i Sparbanken i Helsingborg.                       |
| Frosta härads sparbank                                      | 1848    | 1989     | Uppgick i Färs och Frosta sparbank.                       |
| Torna, Bara och Harjagers härads sparbank                   | 1848    | 1971     | Uppgick i Lundabygdens sparbank.                          |
| Vemmenhögs härads sparbank                                  | 1849    | 1970     | Uppgick i Malmö sparbank Bikupan.                         |
| Kullens sparbank                                            | 1849    | 1969     | Uppgick i Kullabygdens sparbank.                          |
| Rönnebergs och Onsjö häraders sparbank                      | 1860    | 1863     |                                                           |
| Lunds stads och kringliggande lands sparbank                | 1861    | 1962     | Uppgick i Sparbanken i Lund.                              |
| Onsjö härads sparbank                                       | 1861    | 1965     | Uppgick i Eslöv-Onsjö sparbank                            |
| Sparbanken för Eslöf med kringliggande ort                  | 1866    | 1965     | Uppgick i Eslöv-Onsjö sparbank                            |
| Kattarps sockens sparbank                                   | 1866    | 1945     | Uppgick i Välinge-Kattarps sparbank                       |
| Allerums, Flenninge och Välinge sparbank                    | 1866    | 1964     | Uppgick i Hälsingborgs Nya sparbank.                      |
| Svalöfs med flera socknars sparbank                         | 1867    | 1980     | Uppgick i Sparbanken Västra Skåne.                        |
| Trelleborgs stads sparbank                                  | 1868    | 1965     | Uppgick i Söderslätts sparbank.                           |
| Sparbanken i Klörup                                         | 1863    | 1957     |                                                           |
| Jonstorps och Farhults sparbank                             | 1870    | 1969     | Uppgick i Kullabygdens sparbank.                          |
| Herslöfs sockens sparbank                                   | 1871    | 1971     | Uppgick i Rönnebergs sparbank.                            |
| Vällufs och Helsingborgs landsförsamlings sparbank          | 1871    | 1965     | Uppgick i Nya sparbanken Hälsingborg.                     |
| Tågarps och kringliggande orts sparbank                     | 1871    | 1969     | Uppgick i Tågarps-Billeberga sparbank.                    |
| Röstånga med kringliggande orts sparbank                    | 1872    | 1980     | Uppgick i Sparbanken Västra Skåne.                        |
| Sparbanken Bikupan i Malmö                                  | 1873    | 1962     | Uppgick i Malmö sparbank Bikupan                          |
| Höörs sparbank                                              | 1874    | 1968     | Uppgick i Frosta sparbank.                                |
| Billeberga med flera socknars sparbank                      | 1874    | 1969     | Uppgick i Tågarps-Billeberga sparbank.                    |
| Löddeköpinge med flera socknars sparbank                    | 1874    | 1986     | Uppgick i Sparbanken Skåne.                               |
| Kvistofta sockens sparbank                                  | 1874    | 1965     | Uppgick i Nya sparbanken Hälsingborg.                     |
| Västra Karleby sockens sparbank                             | 1874    | 1976     | Uppgick i Landskrona sparbank.                            |
| Norra Rörums sockens sparbank                               | 1876    | 1968     | Uppgick i Frosta sparbank.                                |
| Norrhvidinge, Söderhvidinge och Dagstorps socknars sparbank | 1876    | 1968     | Uppgick i Landskrona sparbank.                            |
| Svedala sparbank                                            | 1879    | 1969     | Uppgick i Malmö sparbank Bikupan.                         |
| Högs och Kjäflinge socknas sparbank                         | 1881    | 1970     | Uppgick i Sparbanken i Lund                               |
| Välinge sparbank                                            | 1881    | 1945     | Uppgick i Välinge-Kattarps sparbank                       |
| Skurups sparbank                                            | 1881    | -        | Fortfarande fristående                                    |
| Rönnebergs sparbank                                         | 1882    | 1974     | Uppgick i Landskrona sparbank.                            |
| Brunnby sparbank                                            | 1883    | 1976     | Uppgick i Sparbanken i Höganäs.                           |
| Lomma sparbank                                              | 1883    | 1942     | Uppgick i Sparbanken i Lund.                              |
| Allerums sparbank                                           | 1883    | 1971     | Uppgick i Sparbanken i Helsingborg.                       |
| Bjufs sparbank                                              | 1884    | 1980     | Uppgick i Sparbanken Västra Skåne.                        |
| Sparbanken i Löfvestad                                      | 1884    | 1980     | Uppgick i Färs härads sparbank.                           |
| Sparbanken för Löberöd och kringliggande ort                | 1884    | 1945     | Uppgick i Frosta härads sparbank                          |
| Hälsingborgs landsförsamlings nya sparbank                  | 1887    | 1965     | Uppgick i Nya sparbanken Hälsingborg.                     |
| Teckomatorps sparbank                                       | 1891    | 1980     | Uppgick i Sparbanken Västra Skåne.                        |
| Ekeby sockens sparbank                                      | 1892    | -        | Fortfarande fristående                                    |
| Dalby sparbank                                              | 1894    | 1945     | Uppgick i Sparbanken i Lund                               |
| Ljunits och Herrestrads häraders sparbank                   | 1894    | 1975     | Uppgick i Sparbanken i Ystad.                             |
| Hvellinge sparbank                                          | 1897    | 1966     | Uppgick i Oxie härads sparbank.                           |
| Höganäs sparbank                                            | 1899    | 1980     | Uppgick i Sparbanken Västra Skåne.                        |
| Raus sparbank                                               | 1901    | 1965     | Uppgick i Nya sparbanken Hälsingborg.                     |
| Billesholms sparbank                                        | 1904    | 1935     | Likviderades.                                             |
| Genarps sparbank                                            | 1906    | 1936     | Uppgick i Torna, Bara och Harjagers härads sparbank.      |
| Esperöds sparbank                                           | 1907    | 1979     | Uppgick i Färs härads sparbank.                           |
| Föreningarnas sparbank i Malmö                              | 1907    | 1943     | Uppgick i Sparbanken Bikupan.                             |
| Limhamns sparbank                                           | 1916    | 1943     | Uppgick i Malmö sparbank.                                 |
| Allmänna sparbanken för Södra Sverige (Landskrona)          | 1918    | 1929     | Likviderades.                                             |
| Södra Sandby sparbank                                       | 1919    | 1941     | Uppgick i Torna, Bara och Harjagers härads sparbank.      |
| Glumslövs sparbank                                          | 1919    | 1974     | Uppgick i Landskrona sparbank.                            |
| Allmänna sparbanken i Hälsingborg                           | 1922    | 1934     | Uppgick i Sparbanken i Hälsingborg                        |
| Välinge-Kattarps sparbank                                   | 1945    | 1964     | Uppgick i Sparbanken i Helsingborg.                       |
| Malmö sparbank Bikupan                                      | 1962    | 1977     | Uppgick i Sparbanken Malmöhus.                            |
| Söderslätts sparbank                                        | 1965    | 1984     | Uppgick i Sparbanken Skåne (1984–1992)                    |
| Nya sparbanken Hälsingborg                                  | 1965    | 1971     | Uppgick i Sparbanken i Helsingborg.                       |
| Eslöv-Onsjö sparbank                                        | 1965    | 1990     | Uppgick i Sparbanken Finn                                 |
| Tågarps-Billeberga sparbank                                 | 1969    | 1980     | Uppgick i Sparbanken Västra Skåne.                        |
| Kullabygdens sparbank                                       | 1969    | 1976     | Uppgick i Sparbanken i Höganäs.                           |
| Lundabygdens sparbank                                       | 1971    | 1990     | Uppgick i Sparbanken Finn                                 |
| Sparbanken Malmöhus                                         | 1977    | 1984     | Uppgick i Sparbanken Skåne                                |
| Sparbanken Västra Skåne                                     | 1980    | 1984     | Uppgick i Sparbanken Skåne                                |
| Sparbanken Skåne                                            | 1984    | 1991     | Uppgick i Sparbanksgruppen                                |
| Färs & Frosta Sparbank                                      | 1989    | 2014     | Ombildad till bankbolag 1999, uppgick i Sparbanken Skåne. |
| Sparbanken Finn                                             | 1990    | 2010     | Uppgick i Sparbanken Öresund                              |
| Sparbanken Öresund                                          | 2010    | 2014     | Bankaktiebolag, uppgick i Swedbank och Sparbanken Skåne   |

## Hallands län
| Sparbank               | Grundad | Upphörde | Noter                                                      |
| ---------------------- | ------- | -------- | ---------------------------------------------------------- |
| Halmstads sparbank     | 1835    | 1985     | Uppgick i Sparbanken Kronan                                |
| Varbergs sparbank      | 1836    | -        | Fortfarande fristående, drivs som aktiebolag.              |
| Laholms sparbank       | 1857    | -        | Fortfarande fristående.                                    |
| Falkenbergs sparbank   | 1866    | -        | Ombildad till bankaktiebolag 2025. Fortfarande fristående. |
| Eftra sockens sparbank | 1867    | 1956     | Uppgick i Falkenbergs sparbank.                            |
| Fjäre härads sparbank  | 1867    | 1971     | Uppgick i Länssparbanken i Göteborg.                       |
| Östra Karups sparbank  | 1879    | 1990     | Uppgick i Sparbanken Gripen.                               |
| Hishults sparbank      | 1884    | 2006     | Uppgick i Sparbanken Boken.                                |
| Gunnarps sparbank      | 1896    | 1985     | Uppgick i Falkenbergs sparbank.                            |
| Våxtorps sparbank      | 1903    | 1985     | Uppgick i Laholms sparbank.                                |
| Veinge sparbank        | 1903    | 1971     | Uppgick i Laholms sparbank.                                |
| Oskarsströms sparbank  | 1908    | 1918     | Övertogs av Hallands lantmannabank.                        |
| Ränneslövs sparbank    | 1909    | 1985     | Uppgick i Laholms sparbank.                                |
| Knäreds sparbank       | 1910    | 1985     | Uppgick i Laholms sparbank.                                |
| Getinge sparbank       | 1911    | 1917     | Överläts till Göteborgs handelssbank.                      |

## Göteborgs och Bohus län
| Sparbank                              | Grundad | Upphörde | Noter                                        |
| ------------------------------------- | ------- | -------- | -------------------------------------------- |
| Göteborgs sparbank                    | 1820    | 1968     | Uppgick i Länssparbanken Göteborg.           |
| Uddevalla sparbank                    | 1836    | 1986     | Uppgick i Sparbanken Väst.                   |
| Marstrands och omgifnings sparbank    | 1843    | 1922     | Övertogs av Göteborgs bank.                  |
| Strömstads sparbank                   | 1851    | 1991     | Uppgick i Sparbanksgruppen Väst.             |
| Morlanda pastorats sparbank           | 1856    | 1866     | Uppgick i Göteborgs och Bohus läns sparbank. |
| Lysekils sparbank                     | 1857    | 1986     | Uppgick i Sparbanken Väst.                   |
| Karl Johans församlings sparbank      | 1863    | 1872     |                                              |
| Göteborgs och Bohus läns sparbank     | 1864    | 1968     | Uppgick i Länssparbanken Göteborg.           |
| Tanums sparbank                       | 1879    | -        | Fortfarande fristående.                      |
| Kville sockens sparbank               | 1883    | 1984     | Uppgick i Sparbanken Tanum.                  |
| Tegneby sparbank                      | 1887    | -        | Fortfarande fristående.[Uppdatering behövs]  |
| Vette sparbank                        | 1897    | 1983     | Uppgick i Strömstads sparbank.               |
| Bullarens sparbank                    | 1899    | 1974     | Uppgick i Tanum-Bullarens sparbank.          |
| Tjörns härads sparbank                | 1907    | -        | Fortfarande fristående.[Uppdatering behövs]  |
| Bikupan i Göteborg                    | 1913    | 1943     | Uppgick i Göteborgs sparbank.                |
| Allmänna sparbanken i Göteborg        | 1917    | 1929     | Försattes i konkurs.                         |
| Fastighetsägarnas sparbank i Göteborg | 1922    | 1963     | Uppgick i Göteborgs sparbank.                |
| Länssparbanken Göteborg               | 1968    | 1982     | Uppgick i Första Sparbanken.                 |
| Första Sparbanken                     | 1982    | 1991     | Uppgick i Sparbanksgruppen                   |
| Sparbanken Väst                       | 1986    | 1991     | Uppgick i Sparbanksgruppen                   |

## Älvsborgs län
| Sparbank                                           | Grundad | Upphörde | Noter                                                      |
| -------------------------------------------------- | ------- | -------- | ---------------------------------------------------------- |
| Sparbanken i Venersborg                            | 1822    | 1986     | Uppgick i Sparbanken Väst.                                 |
| Borås sparbank, senare Sparbanken Sjuhärad         | 1831    | -        | Ombildad till bankaktiebolag 1995. Fortfarande fristående. |
| Alingsås sparbank                                  | 1833    | -        | Ombildad till bankaktiebolag. Fortfarande fristående.      |
| Åmåls sparbank                                     | 1837    | 1986     | Uppgick i Sparbanken Väst.                                 |
| Ulricehamns sparbank                               | 1853    | 1879     | Ombildades till folkbank.                                  |
| Lilla Edets sparbank                               | 1854    | 1977     | Uppgick i Länssparbanken Göteborg.                         |
| Svenljunga församlings sparbank                    | 1862    | 1893     | Ombildades till folkbank.                                  |
| Norra Kinds sparbank                               | 1871    | 1878     | Uppgick i Norra Kinds folkbank                             |
| Nordals härads sparbank, senare Dalslands Sparbank | 1870    | -        | Fortfarande fristående.                                    |
| Trollhättans sparbank                              | 1875    | 1986     | Uppgick i Sparbanken Väst.                                 |
| Ulricehamns stads och Redvägs härads sparbank      | 1890    | -        | Fortfarande fristående.                                    |
| Mjöbäcks pastorats sparbank                        | 1904    | -        | Fortfarande fristående.                                    |
| Östra Kinds sparbank, senare Sparbanken Tranemo    | 1905    | -        | Fortfarande fristående.                                    |
| Sätila sparbank                                    | 1906    | 1986     | Uppgick i Borås sparbank.                                  |
| Svenljunga sparbank                                | 1906    | 1917     | Övertogs av Bankaktiebolaget Södra Sverige.                |
| Svenljunga pastorats sparbank                      | 1917    | 1954     | Uppgick i Borås sparbank.                                  |
| Marks härads sparbank                              | 1925    | 1942     | Uppgick i Borås sparbank.                                  |
| Sparbanken i Herrljunga                            | 1935    | 1940     | Uppgick i Sparbanken i Alingsås                            |
| Sparbanken Väst                                    | 1986    | 1991     | Uppgick i Sparbanksgruppen                                 |

## Skaraborgs län
| Sparbank                             | Grundad | Upphörde | Noter                                                     |
| ------------------------------------ | ------- | -------- | --------------------------------------------------------- |
| Bromö glasbruksarbetares sparbank    | 1813    | 1879     | Upphörde                                                  |
| Mariestads sparbank                  | 1822    | 1971     | Uppgick i Sparbanken Norra Skaraborg.                     |
| Lidköpings sparbank                  | 1834    | -        | Ombildad till bankaktiebolag 2000. Fortfarande fristående |
| Skaraborgs läns allmänna sparbank    | 1847    | -        | Ombildad till bankaktiebolag 2000. Fortfarande fristående |
| Karlsborgs sparbank                  | 1847    | 1871     |                                                           |
| Falköpings sparbank                  | 1860    | 1977     | Uppgick i Sparbanken Skaraborg (1977–1986).               |
| Sköfde sparbank                      | 1861    | 1966     | Uppgick i Skövde-Hjo sparbank.                            |
| Hjo sparbank                         | 1862    | 1966     | Uppgick i Skövde-Hjo sparbank.                            |
| Åse och Viste häraders sparbank      | 1876    | -        | Fortfarande fristående.                                   |
| Töreboda allmänna sparbank           | 1877    | 1971     | Uppgick i Sparbanken Norra Skaraborg.                     |
| Tidaholms sparbank                   | 1903    | -        | Fortfarande fristående.                                   |
| Allmänna sparbanken för Lidköping    | 1919    | 1940     | Uppgick i Sparbanken i Lidköping                          |
| Allmänna sparbanken för Vadsbo härad | 1919    | 1929     | Övertogs av Skaraborgs enskilda bank.                     |
| Allmänna sparbanken i Skövde         | 1919    | 1930     | Övertogs av Skaraborgs enskilda bank.                     |
| Allmänna sparbanken för Vara         | 1919    | 1940     | Uppgick i Skaraborgs läns sparbank                        |
| Skövde-Hjo sparbank                  | 1966    | 1971     | Uppgick i Sparbanken Norra Skaraborg.                     |
| Sparbanken Norra Skaraborg           | 1971    | 1977     | Uppgick i Sparbanken Skaraborg (1977–1986).               |
| Sparbanken Skaraborg (1977–1986)     | 1977    | 1986     | Uppgick i Sparbanken Alfa.                                |
| Sparbanken Alfa                      | 1986    | 1991     | Uppgick i Sparbanksgruppen                                |

## Värmlands län
| Sparbank                       | Grundad | Upphörde | Noter                              |
| ------------------------------ | ------- | -------- | ---------------------------------- |
| Karlstads sparbank             | 1822    | 1969     | Uppgick i Länssparbanken Värmland. |
| Filipstads bergslags sparbank  | 1825    | 1976     | Uppgick i Länssparbanken Värmland. |
| Kristinehamns sparbank         | 1843    | 1975     | Uppgick i Länssparbanken Värmland. |
| Vestra Vermlands sparbank      | 1856    | -        | Fortfarande fristående.            |
| Sunne sparbank                 | 1856    | 1968     | Uppgick i Fryksdalens sparbank.    |
| Nedre Ulleruds sparbank        | 1864    | 1884     |                                    |
| Gillberga pastorats sparbank   | 1886    | 1956     |                                    |
| Östra Emterviks sparbank       | 1889    | 1996     | Uppgick i Fryksdalens sparbank.    |
| Västra Emterviks sparbank      | 1898    | 1968     | Uppgick i Fryksdalens sparbank.    |
| Ransäters sparbank             | 1902    | 1969     | Uppgick i Länssparbanken Värmland. |
| Lysviks sparbank               | 1904    | 1968     | Uppgick i Fryksdalens sparbank.    |
| Fryksände sparbank             | 1913    | 1970     | Uppgick i Länssparbanken Värmland. |
| Ekshärads sparbank             | 1919    | 1931     | Överläts till Karlstads sparbank.  |
| Allmänna sparbanken i Värmland | 1919    | 1930     | Övertogs av Karlstads sparbank.    |
| Fryksdalens sparbank           | 1968    | -        | Fortfarande fristående.            |
| Länssparbanken Värmland        | 1969    | 1986     | Uppgick i Sparbanken Alfa.         |
| Sparbanken Alfa                | 1986    | 1991     | Uppgick i Sparbanksgruppen         |

## Örebro län
| Sparbank                                     | Grundad | Upphörde | Noter                                                          |
| -------------------------------------------- | ------- | -------- | -------------------------------------------------------------- |
| Örebro sparbank                              | 1826    | 1986     | Uppgick i Nya Sparbanken.                                      |
| Viby församlings sparbank                    | 1834    | 1967     | Uppgick i Länssparbanken Örebro.                               |
| Nora sparbank                                | 1835    | 1986     | Uppgick i Nya Sparbanken.                                      |
| Askersunds sparbank                          | 1841    | 1981     | Uppgick i Örebro läns sparbank.                                |
| Kumla sparbank                               | 1848    | 1977     | Uppgick i Örebro läns sparbank.                                |
| Lännäs församlings sparbank                  | 1848    | 1948     | Uppgick i Örebro sparbank.                                     |
| Sköllersta församlings sparbank              | 1850    |          |                                                                |
| Karlskoga härads sparbank                    | 1854    | 1972     | Uppgick i Örebro läns sparbank.                                |
| Stora Mellösa församlings sparbank           | 1854    | 1985     | Uppgick i Örebro läns sparbank.                                |
| Fellingsbro församlings sparbank             | 1855    | 1970     | Uppgick i Bergslagens sparbank.                                |
| Nya Kopparbergs församling sparbank          | 1858    | 1967     | Uppgick i Bergslagens sparbank.                                |
| Lindesbergs sparbank                         | 1859    | 1967     | Uppgick i Bergslagens sparbank.                                |
| Ramsbergs församlings sparbank               | 1859    | 1896     | Avvecklades.                                                   |
| Kräklinge församlings sparbank               | 1861    | 1944     | Uppgick i Örebro sparbank.                                     |
| Hjulsjö sockens sparbank                     | 1866    | 1952     | Uppgick i Örebro sparbank.                                     |
| Lerbäcks sockens sparbank                    | 1867    | 1900     | Avvecklades.                                                   |
| Grythytte sockens sparbank                   | 1868    | 1968     | Uppgick i Länssparbanken Örebro.                               |
| Askers sparbank                              | 1874    | 1985     | Uppgick i Örebro läns sparbank.                                |
| Norrbyås sparbank                            | 1887    | 1888     |                                                                |
| Knista sparbank, senare Lekebergs sparbank   | 1903    | -        | Fortfarande fristående.                                        |
| Glanshammar och Rinkarleby socknars sparbank | 1912    | 1972     | Uppgick i Länssparbanken i Örebro.                             |
| Allmänna sparbanken i Örebro                 | 1916    | 1929     | Försattes i konkurs.                                           |
| Bergslagens sparbank                         | 1967    | 2024     | Ombildad till bankbolag 2000. Uppgick i Sparbanken Bergslagen. |
| Nya Sparbanken                               | 1986    | 1991     | Uppgick i Sparbanksgruppen.                                    |

## Västmanlands län
| Sparbank                            | Grundad | Upphörde | Noter                                 |
| ----------------------------------- | ------- | -------- | ------------------------------------- |
| Vesterås sparbank                   | 1826    | 1976     | Uppgick i Sparbanken Mälardalen.      |
| Sala sparbank                       | 1828    | -        | Fortfarande fristående.               |
| Köpings sparbank                    | 1841    | 1985     | Uppgick i Köping-Arboga sparbank.     |
| Heds församlings sparbank           | 1852    | 1883     |                                       |
| Vester-Löfsta sockens sparbank      | 1854    | 1893     | Avvecklades.                          |
| Arboga sparbank                     | 1859    | 1985     | Uppgick i Köping-Arboga sparbank.     |
| Simtuna församlings sparbank        | 1860    | 1874     |                                       |
| Vestmanlands läns sparbank          | 1864    | 1976     | Uppgick i Sparbanken Mälardalen.      |
| Norbergs sparbank                   | 1917    | 1969     | Uppgick i Westmanlands läns sparbank. |
| Möklinta sparbank                   | 1919    | 1943     | Uppgick i Sala sparbank.              |
| Allmänna sparbanken för Västmanland | 1919    | 1929     | Likviderades.                         |
| Sparbanken Mälardalen               | 1976    | 1986     | Uppgick i Nya Sparbanken.             |
| Köping-Arboga sparbank              | 1985    | -        | Fortfarande fristående.               |
| Nya Sparbanken                      | 1986    | 1991     | Uppgick i Sparbanksgruppen.           |

## Kopparbergs län
| Sparbank                                       | Grundad | Upphörde | Noter                                                               |
| ---------------------------------------------- | ------- | -------- | ------------------------------------------------------------------- |
| Falu stads sparbank                            | 1825    | 1969     | Uppgick i Länssparbanken Dalarna.                                   |
| Husby sockens sparbank                         | 1837    | 1970     | Uppgick i Sparbanken HHS.                                           |
| Kopparbergs läns sparbank                      | 1851    | 1969     | Uppgick i Länssparbanken Dalarna.                                   |
| Norrbärke församlings sparbank                 | 1859    | -        | Fortfarande fristående.                                             |
| Hedemora sparbank                              | 1863    | 1970     | Uppgick i Sparbanken HHS.                                           |
| Stora Skedvi sparbank                          | 1863    | 1970     | Uppgick i Sparbanken HHS.                                           |
| Grangärde sockens sparbank                     | 1865    | 1970     | Uppgick i Länssparbanken Dalarna.                                   |
| Leksands sockens sparbank                      | 1870    | -        | Fortfarande fristående.                                             |
| By sockens sparbank                            | 1871    | 1962     | Uppgick i Kopparbergs läns sparbank.                                |
| Ludvika sockens sparbank                       | 1871    | 1970     | Uppgick i Länssparbanken Dalarna.                                   |
| Bjursås sparbank                               | 1910    | -        | Fortfarande fristående.                                             |
| Folkare sparbank                               | 1916    | 1969     | Uppgick i Länssparbanken Dalarna.                                   |
| Avesta stads sparbank                          | 1919    | 1965     | Uppgick i Folkare sparbank.                                         |
| Allmänna sparbanken för Dalarne                | 1919    | 1920     | Övertogs av Kopparbergs enskilda bank.                              |
| Bergslagernas sparbank                         | 1919    | 1929     | Försattes i konkurs.                                                |
| Länssparbanken Dalarna                         | 1969    | 1991     | Uppgick i Sparbanksgruppen.                                         |
| Sparbanken HHS, senare Södra Dalarnas Sparbank | 1970    | 2024     | Ombildad till bankaktiebolag 2019. Uppgick i Sparbanken Bergslagen. |

## Gävleborgs län
| Sparbank                       | Grundad | Upphörde | Noter                                              |
| ------------------------------ | ------- | -------- | -------------------------------------------------- |
| Gefle stads sparbank           | 1824    | 1961     | Uppgick i Gävleborgs sparbank.                     |
| Fernebo församlings sparbank   | 1824    | 1879     | Upphörde.                                          |
| Hudiksvalls sparbank           | 1848    | -        | Fortfarande fristående.                            |
| Söderhamns sparbank            | 1854    | 2007     | Uppgick i Swedbank. Ombilades till bankbolag 1998. |
| Hille församlings sparbank     | 1856    | 1865     | Uppgick i Gefleborgs läns sparbank                 |
| Forsbacka bruks sparbank       | 1858    | 1884     |                                                    |
| Enångers församlings sparbank  | 1861    | 1966     | Uppgick i Hudiksvalls sparbank.                    |
| Ofvansjö församlings sparbank  | 1862    | 1986     | Uppgick i Nya Sparbanken.                          |
| Torsåkers församlings sparbank | 1863    | 1881     |                                                    |
| Voxna församlings sparbank     | 1864    | 1890     |                                                    |
| Gefleborgs läns sparbank       | 1864    | 1961     | Uppgick i Gävleborgs sparbank.                     |
| Bollnäs sockens sparbank       | 1864    | 1896     | Avvecklades.                                       |
| Årsunda sockens sparbank       | 1865    | 1966     | Uppgick i Ovansjö sparbank.                        |
| Bergsjö sockens sparbank       | 1871    | 1892     | Ombildades till folkbank.                          |
| Ljusne sågverks sparbank       | 1878    | 1882     |                                                    |
| Bollnäs sparbank               | 1896    | 1966     | Uppgick i Gävleborgs sparbank.                     |
| Allmänna sparbanken i Gävle    | 1916    | 1922     |                                                    |
| Järvsö sparbank                | 1917    | 2007     | Uppgick i Hudiksvalls sparbank.                    |
| Ockelbo sparbank               | 1920    | 1966     | Uppgick i Gävleborgs sparbank.                     |
| Gävleborgs sparbank            | 1961    | 1986     | Uppgick i Nya Sparbanken.                          |
| Nya Sparbanken                 | 1986    | 1991     | Uppgick i Sparbanksgruppen.                        |

## Västernorrlands län
| Sparbank                        | Grundad | Upphörde | Noter                                    |
| ------------------------------- | ------- | -------- | ---------------------------------------- |
| Hernösands sparbank             | 1827    | 1961     | Uppgick i Länssparbanken Västernorrland. |
| Sundsvalls sparbank             | 1851    | 1961     | Uppgick i Länssparbanken Västernorrland. |
| Örnsköldsviks sparbank          | 1865    | 1986     | Uppgick i Sparbanken Norrland.           |
| Attmars sparbank                | 1867    | 2011     | Uppgick i Hälsinglands sparbank.         |
| Sidensjö sparbank               | 1900    | -        | Fortfarande fristående.                  |
| Allmänna sparbanken i Sundsvall | 1916    | 1929     | Likviderades.                            |
| Länssparbanken Västernorrland   | 1961    | 1984     | Uppgick i Sparbanken Norrland.           |
| Sparbanken Norrland             | 1984    | 1991     | Uppgick i Sparbanksgruppen               |

## Jämtlands län
| Sparbank                | Grundad | Upphörde | Noter                              |
| ----------------------- | ------- | -------- | ---------------------------------- |
| Jemtlands läns sparbank | 1847    | 1991     | Uppgick i Sparbanksgruppen.        |
| Ragunda härads sparbank | 1870    | 1968     | Uppgick i Jämtlands läns sparbank. |

## Västerbottens län
| Sparbank                                   | Grundad | Upphörde | Noter                                 |
| ------------------------------------------ | ------- | -------- | ------------------------------------- |
| Skellefteå församlings sparbank            | 1853    | 1969     | Uppgick i Västerbottens sparbank.     |
| Vesterbottens läns sparbank                | 1854    | 1969     | Uppgick i Västerbottens sparbank.     |
| Allmänna sparbanken för Norra Västerbotten | 1919    | 1929     | Övertogs av Sundsvalls enskilda bank. |
| Västerbottens sparbank                     | 1969    | 1984     | Uppgick i Sparbanken Norrland.        |
| Sparbanken Norrland                        | 1984    | 1991     | Uppgick i Sparbanksgruppen            |

## Norrbottens län
| Sparbank                      | Grundad | Upphörde | Noter                                 |
| ----------------------------- | ------- | -------- | ------------------------------------- |
| Norrbottens läns sparbank     | 1852    | 1975     | Uppgick i Pitedalens sparbank         |
| Nederkalix sockens sparbank   | 1864    | 1975     | Uppgick i Länssparbanken Norrbotten.  |
| Haparanda sparbank            | 1864    | 1975     | Uppgick i Länssparbanken Norrbotten.  |
| Luleå stads sparbank          | 1864    | 1964     | Uppgick i Luleå-Malmbergets sparbank. |
| Öfver Torneå sockens sparbank | 1868    | 1975     | Uppgick i Länssparbanken Norrbotten.  |
| Råneå sockens sparbank        | 1873    | 1968     | Uppgick i Luleå-Malmbergets sparbank. |
| Bodens sparbank               | 1874    | 1908     | Upphörde.                             |
| Pajala sockens sparbank       | 1875    | 1975     | Uppgick i Länssparbanken Norrbotten.  |
| Arvidsjaurs sparbank          | 1888    | 1976     | Uppgick i Pitedalens sparbank         |
| Gellivare sockens sparbank    | 1889    | 1904     | Upphörde.                             |
| Älfsby sparbank               | 1897    | 1975     | Uppgick i Pitedalens sparbank         |
| Jockmocks sparbank            | 1900    | 2000     | Uppgick i Sparbanken Nord             |
| Öfverluleå sparbank           | 1910    | 1974     | Uppgick i Länssparbanken Norrbotten.  |
| Allmänna sparbanken i Luleå   | 1916    | 1929     | Försattes i konkurs.                  |
| Malmbergets sparbank          | 1944    | 1964     | Uppgick i Luleå-Malmbergets sparbank. |
| Kiruna sparbank               | 1945    | 1969     | Uppgick i Länssparbanken Norrbotten.  |
| Luleå-Malmbergets sparbank    | 1964    | 1969     | Uppgick i Länssparbanken Norrbotten.  |
| Pitedalens sparbank           | 1975    | 2000     | Uppgick i Sparbanken Nord             |
| Länssparbanken Norrbotten     | 1969    | 1991     | Uppgick i Sparbanksgruppen.           |
| Sparbanken Nord               | 2000    | -        | Fortfarande fristående.               |

## Källhänvisningar
1. ↑  Sparbanksrörelsens historia Arkiverad 13 augusti 2020 hämtat från the Wayback Machine., SparbanksAkademin
2. ↑  ”Sparbankernas årsberättelse 2011”. Arkiverad från originalet den 28 augusti 2020. https://web.archive.org/web/20200828075840/https://resources.mynewsdesk.com/image/upload/tuy5gxcyppgbuorzvxvi.pdf. Läst 28 augusti 2020.
3. 1 2 3 4 5  Sparbankerna 1978, Statistiska centralbyrån, 1979
4. 1 2 3 4 5 6 7 8 9 10 11 12 13 14 15 16 17 18 19 20 21 22 23 24 25 26 27 28 29  Sparbankerna 1971, Statistiska centralbyrån, 1972
5. 1 2 3 4 5 6 7 8 9 10  Bidrag till Sveriges officiella statistik. Y) Sparbanksstatistik. I. Sparbanker och liknande penninginrättningar. Statistiska centralbyråns underdåniga berättelse för år 1904., sid. II
6. ↑  Sociala meddelanden utgivna af K. Socialstyrelsen, Årg. 1913, häften 7—12, sid. 752
7. ↑  Vårt sparbanksväsen: 1893-1945, Emil Sommarin, 1945, sid. 44
8. 1 2  Bidrag till Sveriges officiella statistik. Y) Sparbanksstatistik. I. Sparbanker och liknande penninginrättningar. Statistiska centralbyråns underdåniga berättelse för år 1908., sid. II
9. ↑  Vårt sparbanksväsen: 1893-1945, Emil Sommarin, 1945, sid. 40
10. 1 2 3 4 5 6 7 8 9 10 11 12 13 14 15 16 17 18 19 20 21 22 23 24 25 26 27 28 29 30 31 32 33 34 35 36 37 38 39 40 41 42 43 44 45 46 47 48 49 50 51 52 53 54 55 56 57 58 59 60 61  Vårt sparbanksväsen: 1893-1945, Emil Sommarin, 1945
11. 1 2 3 4 5 6 7 8  Vårt sparbanksväsen: 1893-1945, Emil Sommarin, 1945, sid. 303
12. 1 2 3 4 5 6 7  Sparbankerna 1982, Statistiska centralbryån, 1983
13. ↑  ”Skapad av bygden till bygdens gagn...”. Arkiverad från originalet den 3 oktober 2016. https://web.archive.org/web/20161003121914/http://www.sparbankenenkoping.se/om-banken/var-historia/index.htm. Läst 2 oktober 2016.
14. 1 2 3 4 5 6 7  Bidrag till Sveriges officiella statistik. Y) Sparbanksstatistik. I. Sparbanker och liknande penninginrättningar. Statistiska centralbyråns underdåniga berättelse för år 1910. Arkiverad 5 mars 2016 hämtat från the Wayback Machine., sid. II
15. ↑  Vårt sparbanksväsen: 1893-1945, Emil Sommarin, 1945, sid. 45
16. 1 2 3 4 5 6 7 8 9 10  Sparbanksstatistik 1945, Statistiska centralbyrån, 1947
17. 1 2 3 4 5 6 7 8 9 10 11 12 13 14 15 16 17 18 19 20 21 22  Vårt sparbanksväsen: 1893-1945, Emil Sommarin, 1945, sid. 467
18. 1 2 3 4 5  Sparbankerna 1974, Statistiska centralbyrån 1975
19. 1 2 3 4 5 6 7 8 9 10  Bidrag till Sveriges officiela statistik. Y) Sparbanksstatistik. I. Sparbanker och Folkbanker. Statistiska centralbyråns underdåniga berättelse för år 1899., sid. II
20. 1 2 3 4 5 6 7 8 9 10 11 12 13 14 15  Sparbankerna 1970, Statistiska centralbyrån, 1971
21. 1 2 3  ”Vår historia”. Sörmlands Sparbank. Arkiverad från originalet den 25 juli 2014. https://web.archive.org/web/20140725031657/http://www.sormlandssparbank.se/sv/Om-oss/Var-historia/En-genuin-ide-om-framtiden/. Läst 16 juli 2014.
22. 1 2 3 4 5 6 7 8 9 10 11 12 13 14 15 16 17 18 19 20 21 22 23 24  Sparbankerna 1977, Statistiska centralbryån, 1978
23. 1 2 3 4 5 6 7 8 9 10 11 12 13 14 15 16 17 18 19 20 21 22 23 24 25 26 27 28  Sparbankerna år 1966, Statistiska centralbyrån 1967
24. 1 2 3 4 5 6 7 8  Svenska aktiebolag 1969-1970, P.A. Norstedt & Söners förlag
25. ↑  ”Historia”. Sparbanken Rekarne. Arkiverad från originalet den 15 juli 2014. https://www.webcitation.org/6R5c3lt4p?url=http://www.sparbankenrekarne.se/om-oss/historia/index.htm.
26. 1 2 3 4 5 6 7 8 9 10 11 12 13 14 15 16 17 18  Sparbankerna 1972, Statistiska centralbyrån, 1973
27. 1 2 3 4 5 6 7 8 9 10  Bidrag till Sveriges officiela statistik. Y) Sparbanksstatistik. I. Sparbanker och Folkbanker. Statistiska centralbyråns underdåniga berättelse för år 1896., sid. II
28. 1 2 3 4 5 6 7 8 9 10 11  Sparbankerna år 1963, Statistiska centralbyrån 1964
29. ↑  Allmän sparbanksstatistik 1917, 1919
30. ↑  Vårt sparbanksväsen: 1893-1945, Emil Sommarin, 1945, sid. 161
31. 1 2 3 4 5 6 7  Bidrag till Sveriges officiella statistik. Y) Sparbanksstatistik. I. Sparbanker och liknande penninginrättningar. Statistiska centralbyråns underdåniga berättelse för år 1906., sid. II
32. 1 2 3 4 5 6 7 8 9 10 11  Sparbankerna 1976, Statistiska centralbryån, 1977
33. ↑  ”Sörmlands Sparbanks historia”. sormlandssparbank.se. https://www.sormlandssparbank.se/om-oss/om-verksamheten/bankens-historia.html. Läst 20 mars 2025.
34. 1 2 3 4 5 6 7 8 9 10  Sparbankerna 1960, Statistiska centralbyrån 1962
35. 1 2 3 4 5 6 7  Sparbankerna år 1962, Statistiska centralbyrån 1963
36. 1 2  Vårt sparbanksväsen: 1893-1945, Emil Sommarin, 1945, sid. 390
37. ↑  Aska-Bobergs sparbanks arkiv, Riksarkivet
38. 1 2 3 4 5 6 7 8 9 10 11 12 13 14 15 16 17 18  Sparbankerna år 1964, Statistiska centralbyrån, Stockholm 1965
39. 1 2 3 4 5 6 7 8 9 10 11 12 13 14 15 16 17 18 19 20 21 22 23 24 25 26 27 28 29 30 31  Sparbankerna 1968, Statistiska centralbyrån, Stockholm 1969
40. 1 2 3 4 5 6  Bidrag till Sveriges officiela statistik. Y) Sparbanksstatistik. I. Sparbanker och Folkbanker. Statistiska centralbyråns underdåniga berättelse för år 1894., sid. II
41. 1 2  Allmän sparbanksstatistik år 1949, Statistiska centralbyrån, 1951
42. ↑  Statistisk Tidskrift utgifven af Kungl. Statistiska centralbyrån. [Häft. 64—67] 1882
43. ↑  Vårt sparbanksväsen: 1893-1945, Emil Sommarin, 1945, sid. 160
44. 1 2 3 4 5  Bidrag till Sveriges officiella statistik. Y) Sparbanksstatistik 1. Sparbanker och folkbanker Arkiverad 19 juli 2014 hämtat från the Wayback Machine., Statistiska centralbyråns underdåniga berättelse för år 1893
45. 1 2  ”Två Sparbanker blir en - Sparbanken Spira”. sparbankerna.se. 16 januari 2025. https://sparbankerna.se/press/nyheter-och-opinion/publika-nyheter/2025-01-16-tva-sparbanker-blir-en---sparbanken-spira.html. Läst 20 mars 2025.
46. ↑  Regna sparbanks arkiv, Archives Portal Europe
47. ↑  Aska sparbank, Riksarkivet
48. 1 2 3 4 5  Allmän sparbanksstatistik år  1950, Statistiska centralbyrån, Stockholm 1952
49. ↑  ”Gedigen grund för en gedigen framtid”. Arkiverad från originalet den 17 juli 2014. https://web.archive.org/web/20140717062516/http://www.kindaydresparbank.se/om-banken/historik/index.htm. Läst 17 juli 2014.
50. ↑  Skeppsås och Älvestads sparbanks arkiv, Riksarkivet
51. 1 2 3  Statistisk tidskrift 1958
52. 1 2 3 4  Bidrag till Sveriges officiela statistik. Y) Sparbanksstatistik. I. Sparbanker och Folkbanker. Statistiska centralbyråns underdåniga berättelse för år 1902., sid. II
53. 1 2 3 4 5 6 7  Sparbankerna 1983, Statistiska centralbryån, 1984
54. 1 2 3 4 5 6 7 8 9 10 11 12  Sparbankerna 1985, Statistiska centralbyrån, Stockholm 1986
55. 1 2 3 4 5 6 7 8 9 10  Bidrag till Sveriges officiela statistik. Y) Sparbanksstatistik. I. Sparbanker och Folkbanker. Statistiska centralbyråns underdåniga berättelse för år 1903., sid. II
56. 1 2 3 4 5 6 7 8 9 10 11  Sparbankerna 1975, Statistiska centralbryån, 1976
57. 1 2 3 4 5 6 7  Bidrag till Sveriges officiella statistik. Y) Sparbanksstatistik. I. Sparbanker och liknande penninginrättningar. Statistiska centralbyråns underdåniga berättelse för år 1905., sid. II
58. 1 2 3 4 5 6 7 8 9 10 11 12  Sparbankerna 1967, Statistiska centralbyrån, Stockholm 1968
59. 1 2 3  Bidrag till Sveriges officiella statistik. Y) Sparbanksstatistik. I. Sparbanker och liknande penninginrättningar. Statistiska centralbyråns underdåniga berättelse för år 1909., sid. II
60. ↑  Kullerstads sparbanks arkiv, Archives Portal Europe
61. ↑  ”Skänninge sparbanks arkiv”. Arkiverad från originalet den 8 oktober 2016. https://web.archive.org/web/20161008121829/https://sok.riksarkivet.se/?Sokord=sk%c3%a4nninge&page=13&postid=Arkis+f4f99452-e89c-11d4-bbc7-00d0b73e7a8b&s=TARKIS08_Balder. Läst 8 oktober 2016.
62. 1 2 3 4 5 6 7 8  Svenska aktiebolag, s. 273, P.A. Norstedt & Söners förlag
63. 1 2 3 4 5 6 7 8 9 10 11 12 13 14 15 16 17 18 19 20 21 22 23 24 25 26 27 28 29 30 31 32 33 34 35 36 37 38 39 40 41  Sparbankerna 1969, Statistiska centralbyrån, Stockholm 1970
64. 1 2  Sparbankerna 1973, Statistiska centralbyrån, 1974
65. 1 2  Allmän sparbanksstatistik 1919, Statistiska centralbyrån 1921
66. 1 2 3  Vårt sparbanksväsen: 1893-1945, Emil Sommarin, 1945, sid. 162
67. 1 2 3 4 5 6 7 8 9 10 11 12 13  Sparbankerna år 1961, Statistiska centralbyrån, 1963
68. 1 2 3 4  Bidrag till Sveriges officiela statistik. Y) Sparbanksstatistik. I. Sparbanker och Folkbanker. Statistiska centralbyråns underdåniga berättelse för år 1897., sid. II
69. 1 2 3 4 5 6 7 8 9 10 11 12 13 14 15 16 17 18 19 20  Sparbankerna år 1965, Statistiska centralbyrån 1966
70. ↑  Vårt sparbanksväsen: 1893-1945, Emil Sommarin, 1945, sid. 159
71. 1 2 3 4  Vårt sparbanksväsen: 1893-1945, Emil Sommarin, 1945, sid. 389
72. ↑  Norra Sandsjö sockens sparbanks arkiv, Riksarkivet
73. 1 2 3 4 5 6 7 8 9 10 11 12 13 14 15 16 17 18 19 20 21 22 23 24 25  Sparbanksstiftelsen Kronan - uppdrag och verksamhet
74. 1 2 3 4 5 6 7 8 9 10 11 12 13  Sparbankerna 1980, Statistiska centralbyrån, Stockholm 1981
75. 1 2 3 4 5 6  Bidrag till Sveriges officiella statistik. Y) Sparbanksstatistik. I. Sparbanker och liknande penninginrättningar. Statistiska centralbyråns underdåniga berättelse för år 1907., sid. II
76. 1 2 3 4 5 6  Vårt sparbanksväsen: 1893-1945, Emil Sommarin, 1945, sid. 309
77. 1 2 3 4 5 6 7 8 9  Sparbankerna 1979, Statistiska centralbyrån 1980
78. 1 2 3 4 5 6 7 8  Bidrag till Sveriges officiela statistik. Y) Sparbanksstatistik. I. Sparbanker och Folkbanker. Statistiska centralbyråns underdåniga berättelse för år 1895., sid. II
79. 1 2 3  Vårt sparbanksväsen: 1893-1945, Emil Sommarin, 1945, sid. 297
80. 1 2 3  Statistisk tidskrift 1955
81. 1 2 3 4 5  ”Om Lönneberga-Tuna-Vena Sparbank”. Arkiverad från originalet den 24 augusti 2015. https://web.archive.org/web/20150824131431/http://www.ltvsparbank.se/om-lonneberga-tuna-vena-sparbank/. Läst 24 augusti 2015.
82. ↑  Vårt sparbanksväsen: 1893-1945, Emil Sommarin, 1945, sid. 41
83. 1 2  Högsby sparbank
84. 1 2 3  Bidrag till Sveriges officiella statistik, Y) Sparbanksstatistik, I. Sparbanker och folkbanker : underdåniga berättelse för år 1898, Statistiska centralbyrån, 1900
85. ↑  Vårt sparbanksväsen: 1893-1945, Emil Sommarin, 1945, sid. 150
86. 1 2 3 4  Allmän sparbanksstatistik 1949
87. ↑  Vårt sparbanksväsen: 1893-1945, Emil Sommarin, 1945, sid. 301
88. 1 2  Sparbankerna 1941, Statistiska centralbyrån, 1943
89. 1 2  Vårt sparbanksväsen: 1893-1945, Emil Sommarin, 1945, sid. 388
90. ↑  Allmän sparbanksstatistik 1955, Statistiska centralbyrån, Stockholm 1957
91. ↑  DBV:s sparbanks arkiv, Riksarkivet
92. ↑  Bunge sockens Sparbanks arkiv, Riksarkivet
93. 1 2 3 4 5  Om banken Arkiverad 18 oktober 2016 hämtat från the Wayback Machine., Sparbanken Gotland
94. 1 2  Allmän sparbanksstatistik år 1948, Statistiska centralbyrån, 1950
95. ↑  Allmän sparbanksstatistik år 1946, Statistiska centralbyrån, 1948
96. ↑  Tingstäde Sparbanks arkiv, Riksarkivet
97. ↑  Hangvar och Hall socknars Sparbanks arkiv, Riksarkivet
98. ↑  Ardre sockens Sparbanks arkiv, Riksarkivet
99. 1 2 3 4  Sparbankerna 1981, Statistiska centralbryån, 1982
100. ↑  Sveriges minsta sparbank tvingas stänga, Hela Gotland, 31 juli 2019  [inloggning kan krävas]
101. 1 2 3 4  Sparbankerna 1987, Statistiska centralbyrån, Stockholm 1988
102. 1 2  Statistisk tidskrift 1959
103. 1 2 3  Vårt sparbanksväsen: 1893-1945, Emil Sommarin, 1945, sid. 149
104. ↑  ”Olofström”. Arkiverad från originalet den 13 juli 2014. https://web.archive.org/web/20140713173814/https://www.sparbanken1826.se/sv/Om-Spabanken-1826/Behallare-for-Om-oss/Hitta-kontor/olofstrom/. Läst 15 juli 2014.
105. 1 2 3  ”Om Sparbanken i Karlshamn”. Arkiverad från originalet den 4 augusti 2014. https://web.archive.org/web/20140804163041/http://www.sparbankenikarlshamn.se/om-banken/index.htm. Läst 14 juli 2014.
106. 1 2  Bidrag till Sveriges officiela statistik. Y) Sparbanksstatistik. I. Sparbanker och Folkbanker. Statistiska centralbyråns underdåniga berättelse för år 1901., sid. II
107. ↑  ”Lönsboda”. Arkiverad från originalet den 13 juli 2014. https://web.archive.org/web/20140713173809/https://www.sparbanken1826.se/sv/Om-Spabanken-1826/Behallare-for-Om-oss/Hitta-kontor/lonsboda/. Läst 14 juli 2014.
108. 1 2 3 4 5 6 7 8  Sparbankerna 1986, Statistiska centralbyrån, Stockholm 1987
109. 1 2 3 4 5 6  Sparbanken Syd Årsredovisning 2009
110. ↑  ”Sveriges minsta bank stänger”. Ystads Allehanda. 29 augusti 2006. Arkiverad från originalet den 15 juli 2014. https://web.archive.org/web/20140715161915/http://www.ystadsallehanda.se/simrishamn/article708535/Sveriges-minsta-bank-staumlnger.html. Läst 15 juli 2014.
111. ↑  Vårt sparbanksväsen: 1834-1892, Emil Sommarin, 1942, sid. 44
112. 1 2 3 4 5 6  Bidrag till Sveriges officiela statistik. Y) Sparbanksstatistik. I. Sparbanker och Folkbanker. Statistiska centralbyråns underdåniga berättelse för år 1900., sid. II
113. ↑  ”Tollarp”. Arkiverad från originalet den 13 juli 2014. https://web.archive.org/web/20140713174206/https://www.sparbanken1826.se/sv/Om-Spabanken-1826/Behallare-for-Om-oss/Hitta-kontor/tollarp/. Läst 17 juli 2014.
114. 1 2  ”Sparbanken Boken”. Sparbanken Boken. Arkiverad från originalet den 26 juli 2014. https://web.archive.org/web/20140726194650/http://www.sparbankenboken.se/om-sparbanken-boken/vara-kontor/index.htm. Läst 15 juli 2014.
115. ↑  Sveriges minsta sparbank blir del av Sveriges äldsta, 21 april 2015, Sparbanken Syd
116. 1 2 3 4 5 6 7 8 9 10  Sparbankerna 1984, Statistiska centralbryån, 1985
117. ↑  http://www.hd.se/familj/2004/05/04/dodsfall-i-sverige/
118. ↑  Sparbankerna, Statistiska centralbyrån, 1943
119. ↑  Vårt sparbanksväsen: 1893-1945, Emil Sommarin, 1945, sid. 150
120. ↑  ”Sparbanksstiftelsen Falkenberg”. falkenbergssparbank.se. https://www.falkenbergssparbank.se/om-oss/samhallsengagemang/sparbanksstiftelsen-falkenberg.html. Läst 2 juli 2025.
121. 1 2 3 4  ”Laholms Sparbank”. Laholms Sparbank. Arkiverad från originalet den 16 juli 2014. https://www.webcitation.org/6R7AayVYd?url=http://www.laholmssparbank.com/om-laholms-sparbank/index.htm.
122. ↑  Vårt sparbanksväsen: 1893-1945, Emil Sommarin, 1945, sid. 162
123. ↑  Vårt sparbanksväsen: 1893-1945, Emil Sommarin, 1945, sid. 163
124. ↑  Bankerna 1991, Statistiska centralbyrån, 1992, ISBN 91-618-0455-X
125. 1 2  Bankens historia Arkiverad 11 oktober 2016 hämtat från the Wayback Machine., Swedbank Sjuhärad
126. ↑  ”Ulricehamns Sparbanks historik”. Arkiverad från originalet den 24 juli 2014. https://web.archive.org/web/20140724085533/http://www.ulricehamnssparbank.se/om-sparbanken/bankens-historia/index.htm. Läst 17 juli 2014.
127. ↑  Statistisk tidskrift 1956
128. ↑  http://www.ostra-amtervik.se/hbf/Historik/ostra_sparbank.pdf
129. 1 2 3 4 5  ”Historia”. Bergslagens Sparbank. Arkiverad från originalet den 16 juli 2014. https://web.archive.org/web/20140716180401/http://bergslagenssparbank.se/om_banken/historia.html. Läst 16 juli 2014.
130. ↑  Allmän sparbanksstatistik år 1944, Statistiska centralbyrån, 1946
131. ↑  Statistisk tidskrift 1954
132. 1 2  ”Sparbanken Bergslagens historia”. sparbankenbergslagen.se. https://sparbankenbergslagen.se/om-oss/historia.html. Läst 20 mars 2025.
133. ↑  Vårt sparbanksväsen: 1893-1945, Emil Sommarin, 1945, sid. 149
134. ↑  ”Historia”. Hudiksvalls sparbank. Arkiverad från originalet den 17 juli 2014. https://web.archive.org/web/20140717023417/http://www.halsinglandssparbank.se/om-banken/fakta-om-banken/historia/index.htm. Läst 17 juli 2014.
135. ↑  ”Två banker blir en”. Hälsinglands sparbank. Arkiverad från originalet den 23 juli 2014. https://web.archive.org/web/20140723141230/http://www.halsinglandssparbank.se/attmar/?contentid=CID_432864. Läst 17 juli 2014.
136. ↑  , Riksarkivet
137. 1 2 3 4 5  ”Historia”. Sparbanken Nord. Arkiverad från originalet den 10 april 2014. https://web.archive.org/web/20140410065302/http://www.sparbankennord.se/om-sparbanken-nord/historia/index.htm. Läst 14 juli 2014.
138. ↑  Vårt sparbanksväsen: 1893-1945, Emil Sommarin, 1945, sid. 466